# Kontroverse um die globale Erwärmung

Globaler Temperaturindex Oberflächentemperaturen Land und See 1880–2021

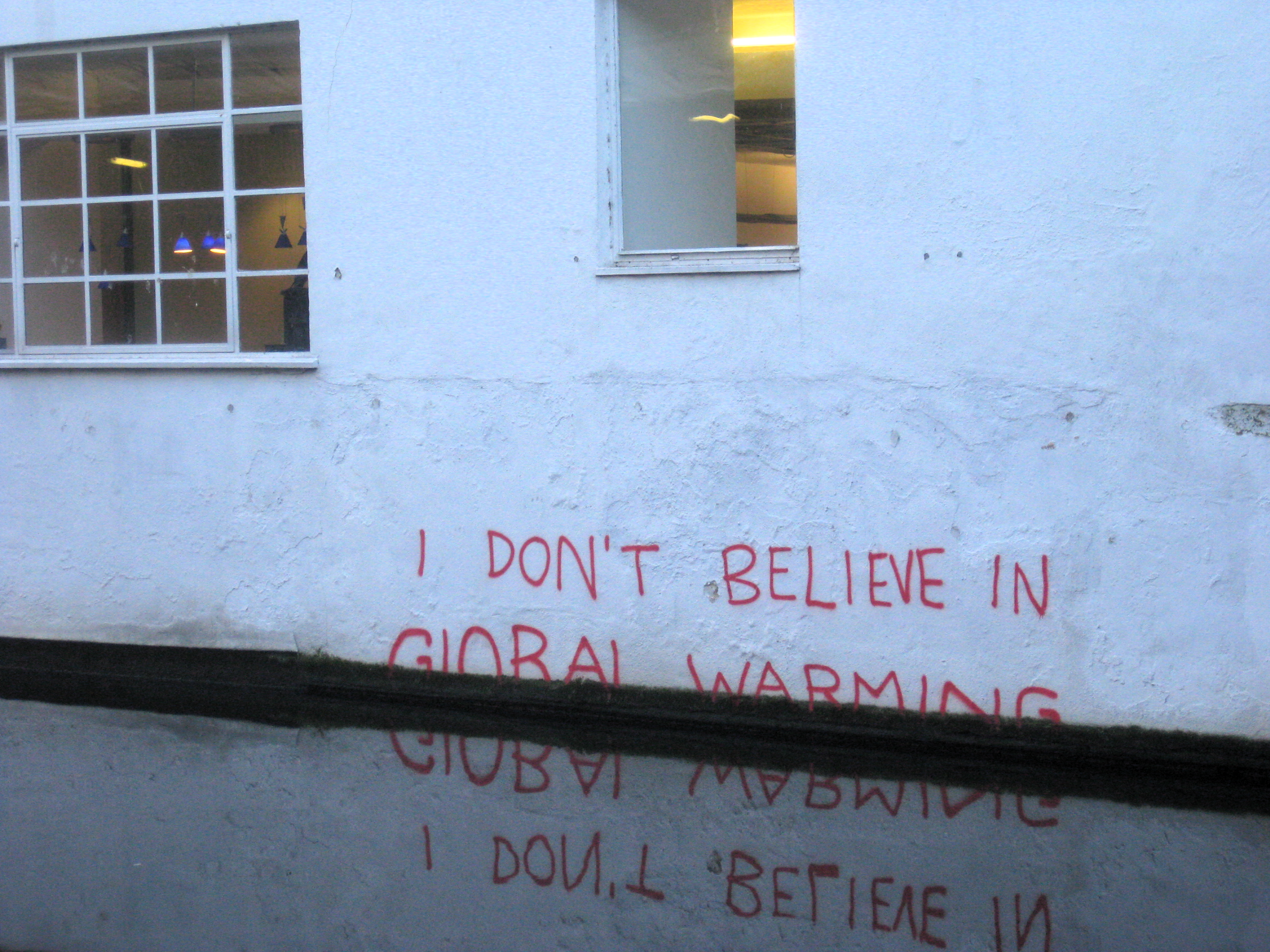
Kritik an der Klimawandelleugnung von Banksy

Die Kontroverse um die globale Erwärmung ist eine vorwiegend in der Öffentlichkeit ausgetragene politische Debatte über die Existenz und Ursachen der aktuellen globalen Erwärmung, deren Ausmaß, Möglichkeiten zu ihrer Bekämpfung durch Klimaschutz und die Folgen der globalen Erwärmung.
Teilweise wird die Existenz der globalen Erwärmung vollständig bestritten. Diskussionen zu Existenz, Ursachen und Ausmaß der globalen Erwärmung finden vor allem in der Öffentlichkeit und Politik statt, während in der Wissenschaft spätestens seit den frühen 1990er Jahren ein sehr breiter Konsens herrscht, dass eine globale Erwärmung stattfindet und der Mensch der maßgebliche Faktor hierfür ist. Wiedergegeben wird der wissenschaftliche Kenntnisstand zu den Ursachen der Erderwärmung in den alle fünf bis sieben Jahre erscheinenden Sachstandsberichten des Intergovernmental Panel on Climate Change (IPCC). Dieser Sachstand wird von fast allen relevanten wissenschaftlichen Fachorganisationen mitgetragen und von nur wenigen Fachwissenschaftlern abgelehnt. Die möglichen Vermeidungs- und Anpassungsstrategien werden demgegenüber kontroverser diskutiert. Dies findet sowohl als Teil des wissenschaftlichen Diskurses innerhalb der anerkannten wissenschaftlichen Disziplinen statt, jedoch vor allem als mediale Kontroverse zwischen dem Gros der Fachwissenschaftler auf der einen und die Erderwärmung bestreitenden Organisationen, Blogautoren oder Journalisten auf der anderen Seite. In diesem Kontext spielt die sogenannte Falsche Ausgewogenheit (false balance) eine relevante Rolle.
Die sogenannte Kontroverse um die globale Erwärmung gilt als Paradebeispiel für eine von Interessengruppen aus Wirtschaft und Politik künstlich erzeugte und geschürte „Kontroverse“ ohne reale Entsprechung innerhalb der Wissenschaft. Ziel ist es hierbei, in der Öffentlichkeit Verwirrung über die Einigkeit innerhalb der wissenschaftlichen Gemeinschaft zu stiften und somit politische Klimaschutzbemühungen zu verhindern oder zu verzögern. Die Erzeugung künstlicher „Kontroversen“, bei denen wissenschaftlich unstrittige Themen für die Öffentlichkeit als große und vermeintlich offene wissenschaftliche Kontroversen dargestellt werden, ist eine Kernstrategie von Wissenschaftsleugnern, die oft dann eingesetzt wird, wenn es Denialisten zuvor nicht gelungen ist, die Öffentlichkeit davon zu überzeugen, dass nur ihr Standpunkt der richtige ist. Wissenschaftshistorische Forschungen zeigen, dass solche vermeintlichen Kontroversen vor der Klimawandelleugnung bereits von anderen Industriebranchen eingesetzt wurden, um die Bevölkerung unter anderem über die Gefahren des Tabakkonsums, die Ursachen des Sauren Regens und die Rolle von Fluorchlorkohlenwasserstoffen bei der Zerstörung der Ozonschicht zu desinformieren und diese Themen somit wahrheitswidrig als wissenschaftlich umstritten darzustellen. Tatsächlich weiß nicht einmal die Hälfte der US-amerikanischen Erwachsenen von dem wissenschaftlichen Konsens zur menschengemachten globalen Erwärmung. 2016 glaubten 28 % fälschlich, dass diesbezüglich noch eine große Unsicherheit herrsche.
Eine sehr wichtige Rolle bei der Erzeugung der sog. Kontroverse um die globale Erwärmung kommt der organisierten Klimaleugnerbewegung zu, deren Rolle in der öffentlichen und politischen Klimadebatte mittlerweile immer stärker in den Fokus der Forschung rückt. Insbesondere in den USA wurde mit großem finanziellen Einsatz durch Unternehmen, v. a. aus der Branche der fossilen Energien, eine einflussreiche Kontrabewegung geschaffen, deren Ziel es ist, die Existenz des wissenschaftlichen Konsenses durch bewusstes Säen von Zweifeln zu untergraben. Eine wichtige Rolle bei der Verschleierung des Standes der Wissenschaft spielen konservative Denkfabriken; in den USA stammen z. B. mehr als 90 % der Fachartikel, die klimaskeptische Positionen äußern, von diesen Organisationen. Zu den bedeutendsten Think Tanks der organisierten Klimaleugnerbewegung, die die Existenz der menschengemachten Globalen Erwärmung durch gezielte Attacken auf die Klimaforschung abstreiten, zählen das Cato Institute, das Competitive Enterprise Institute, das George C. Marshall Institute sowie das Heartland Institute. Ihr Ziel war und ist es, mittels der Fear-Uncertainty-and-Doubt-Strategie in der Bevölkerung Unsicherheit und Zweifel an der Existenz der globalen Erwärmung zu schaffen, um anschließend zu argumentieren, dass es nicht genügend Belege dafür gebe, konkrete Klimaschutzmaßnahmen zu ergreifen.

## Akteure

### Klimaforschung

In der Wissenschaft herrscht Konsens, dass die globale Erwärmung menschengemacht ist: Untersuchungen ergaben wiederholt weitgehende Übereinstimmung in Fachkreisen, dass der Mensch die Hauptursache ist. Wahrscheinlich ist die Erwärmung vollständig auf menschliche Aktivität zurückzuführen.

Positionen wissenschaftlicher Fachorganisationen, Befragungen von Wissenschaftlern und Auswertungen von Fachpublikationen zeigen, dass es einen breiten wissenschaftlichen Konsens zur globalen Erwärmung gibt. Es besteht unter Experten weitgehend Einigkeit, dass sich die Erde gegenwärtig erwärmt und dass Treibhausgasemissionen des Menschen die Hauptursache hierfür sind.

#### Position wissenschaftlicher Fachorganisationen
Die Sachstands- und Sonderberichte des Intergovernmental Panel on Climate Change (IPCC) repräsentieren die Hauptlinien des aktuellen Forschungsstands und weisen auf politische Ansätze zum Klimaschutz hin. Der im IPCC erarbeitete Konsens und dessen Methodik werden von wenigstens dreißig wissenschaftlichen Gesellschaften und den wichtigsten nationalen Wissenschaftsakademien, unter anderem aller G8-Länder, ausdrücklich unterstützt.
Naomi Oreskes nennt in einem Essay in der Zeitschrift Science als Beleg dafür Stellungnahmen von einschlägigen Wissenschaftsorganisationen und ihre Untersuchung einer Sammlung von Zusammenfassungen (Abstracts) aus Fachzeitschriften. Sie fand 928 Abstracts, die das Stichwort „global climate change“ enthielten. Keiner der Artikel widersprach ihren Angaben zufolge dem in den Berichten des IPCC dargestellten „wissenschaftlichen Konsens“.
Auch in wissenschaftlichen Organisationen findet sich eine sehr breite Unterstützung der grundlegenden Schlussfolgerungen des IPCC. Hierzu zählen unter anderem die Nationalen Wissenschaftsakademien aller G8-Länder sowie zahlreicher Schwellen- und Entwicklungsländer, die 2001, 2005, 2007 und 2008 entsprechende Konsens-Papiere herausgegeben haben. Wenigstens weitere dreißig nationale und internationale wissenschaftliche Gesellschaften teilen ebenfalls prinzipiell die IPCC-Positionen, darunter die European Science Foundation und die European Geosciences Union, die Weltorganisation für Meteorologie (WMO), die American Meteorological Society und die britische Royal Meteorological Society, die Australian und die Canadian Meteorological and Oceanographic Society, die American Physical Society und das Network of African Science Academies.

#### Konsens von Experten
Eine Reihe von Umfragen und Auswertungen zeigte einen weitgehenden Konsens von Experten, dass sich die Erde erwärmt und menschliche Aktivität die Hauptursache ist. So stimmten in einer Umfrage aus dem Jahr 2009 unter Klimaforschern, die auch aktiv in ihrem Fachgebiet publizieren, 97 % der Aussage zu: „Menschliche Aktivität ist ein signifikant beitragender Faktor bei der Veränderung der mittleren globalen Temperatur“. Im Original: “Human activity is a significant contributing factor in changing mean global temperatures.”
Eine im Jahr 2007 durchgeführte Befragung von 998 zufällig ausgewählten Mitgliedern der American Meteorological Society und der American Geophysical Union ergab ebenfalls einen weitgehenden Konsens. Etwa 97 % der befragten Wissenschaftler stimmten der Aussage zu, dass die globalen Durchschnittstemperaturen in den letzten hundert Jahren gestiegen seien, 84 % stimmten zu, dass die gegenwärtige Erwärmung durch den Menschen verursacht sei. 85 % der Befragten sahen in der Erwärmung eine große oder mittelgradige Gefahr.
Auf eine Kleine Anfrage antwortete die Bundesregierung im August 2019, dass aktuell davon auszugehen ist, „dass rund 99 Prozent der Wissenschaftler, die Fachaufsätze zum Klimaschutz veröffentlichen, der Überzeugung sind, dass der Klimawandel durch den Menschen verursacht ist“.
Anlässlich einer Befragung durch Dennis Bray und Hans von Storch im September 2008, die sie nicht in Form eines wissenschaftlichen Artikels veröffentlicht hatten, kritisierte Gavin Schmidt vom Goddard Institute for Space Studies die Vorgehensweisen und Sinnhaftigkeit von Umfragen in einem Blog-Artikel und rief dazu auf, Fragenkataloge besser zu konzipieren und öffentlich zu diskutieren. Von Storch und Bray veröffentlichten eine Auswertung ihrer Befragungsergebnisse aus den Jahren 1993, 2003, 2008, 2013 und 2015 schließlich 2017. Hinsichtlich der Frage, ob es einen Klimawandel gibt, wandelte sich die im Jahr 1993 überwiegend vorsichtige Zustimmung zu schließlich nahezu einhelliger und deutlicher Zustimmung im Jahr 2015. Zu der Frage, ob menschliche Aktivität die Hauptursache ist, zeigten viele der Antwortenden 1993 noch einige Skepsis, seit 2007 waren mehr als 90 % überzeugt davon.

#### Auswertungen von Fachartikeln
Eine zur Expertenbefragung alternative Herangehensweise ist die Untersuchung veröffentlichter Fachartikel, wie sie durch Oreskes 2004 durchgeführt wurde (s. oben). Eine weitere von der Arbeitsgruppe um Stephen Schneider 2010 in der wissenschaftlichen Fachzeitschrift PNAS veröffentlichte Auswertung wissenschaftlicher Publikationen von 1372 Klimaforschern kam ebenfalls zu dem Ergebnis, dass ca. 97–98 % der Klimaforscher vom anthropogenen Klimawandel überzeugt sind. Die Ergebnisse wiesen zudem darauf hin, dass die 2–3 % der Klimaforscher, die davon nicht überzeugt waren, deutlich weniger Expertise in diesem Gebiet hatten als die vom anthropogenen Klimawandel überzeugten Forscher (ausgehend von der Anzahl ihrer wissenschaftlichen Publikationen zu dem Thema). Zu ähnlichen Ergebnissen kam eine Auswertung von knapp 12.000 Fachpublikationen, die zwischen 1991 und 2011 veröffentlicht worden waren. Über 97 % der Veröffentlichungen, die Aussagen zu den Ursachen der globalen Erwärmung enthielten, nannten menschliche Aktivität als Ursache. Untersuchungen von Publikationen mit abweichender Meinung ergaben, dass diese zumeist methodische Fehler aufwiesen. Häufig fehlte diesen Papern der Kontext bzw. es wurden Informationen weggelassen, die nicht zu den Schlussfolgerungen dieser Studien passten. Zudem wurden oft fehlerhafte Modelle benutzt, falsche Dichotomien angeführt, ungeeignete statistische Methoden verwendet oder Schlussfolgerungen aus fehlerhaften oder unvollständigen physikalischen Annahmen abgeleitet.

### Motivierte Klimawandelleugnung
Als Klimaskeptiker werden Personen bezeichnet, die einen menschlichen Einfluss auf den Klimawandel bestreiten oder für nicht bedrohlich halten. Neben dem Begriff des Klimaskeptikers (climate sceptic) werden in der wissenschaftlichen Literatur ebenfalls die Begriffe Klimaleugner (climate denialist) und Klimacontrarian verwendet, wobei intensiv debattiert wird, welcher der Begriffe Personen mit diesbezüglicher Meinung am treffendsten beschreibt. Nach einem 2017 publizierten Review herrsche in der Wissenschaft zwar noch eine Debatte darüber, welcher Begriff für Menschen am angebrachtesten ist, die wissenschaftliche Erkenntnisse bestreiten. Zugleich betonen die Autoren jedoch, dass eine scharfe Grenze zwischen vernünftigem (wissenschaftlichem) Skeptizismus und klarer Leugnung gezogen werden müsse, weshalb das Wort Leugnung (denial) der angemessenste Begriff sei. Der Begriff Skeptizismus sei hingegen eine „offensichtliche Fehlbenennung“ und sollte daher nicht für Leugner wissenschaftlicher Erkenntnisse benutzt werden. Bei der Leugnung des menschengemachten Klimawandels handelt es sich um eine Form von Pseudowissenschaft, die Ähnlichkeiten aufweist mit weiteren Formen der Wissenschaftsleugnung wie beispielsweise dem Bestreiten der Evolutionstheorie oder der gesundheitsschädlichen Auswirkungen des Rauchens bis hin zum Glauben an Verschwörungstheorien. Zum Teil bestehen zwischen diesen genannten Formen der Leugnung wissenschaftlicher Erkenntnisse personelle, organisatorische und ökonomische Verbindungen. Ein zentrales Verbindungsmuster ist unter anderem die beständige Fabrizierung künstlicher Kontroversen wie der vermeintlichen Kontroverse um die globale Erwärmung.
Von vielerlei Seiten wird versucht, Einfluss auf die öffentliche Debatte über den Klimawandel zu nehmen und somit gezielt Zweifel an der Existenz der globalen Erwärmung zu säen. Historische Forschungen ergaben, dass bei der Verbreitung von Skepsis oder Ablehnung in Gebieten, in denen ein wissenschaftlicher Konsens herrscht, insbesondere mit großem finanziellem Aufwand betriebene und sehr gut organisierte Kampagnen eine wichtige Rolle spielen. Dies ist auch bei der Klimaforschung der Fall und geschieht vor allem durch die Etablierung eines alternativen klimaskeptischen Diskurses von einzelnen Personen und Organisationen.
Gerade in den USA existiert eine gut finanzierte und ziemlich koordiniert vorgehende „organisierte Leugnungsmaschinerie“, die unter anderem aus Unternehmen der fossilen Energiebranche, abweichenden Wissenschaftlern, Bloggern, selbsternannten Experten, PR-Firmen, konservativen Think Tanks, Medien und Politikern sowie Astroturfing-Gruppierungen besteht und seit den späten 1980er Jahren sehr erfolgreich eine Kontroverse um die globale Erwärmung schürt. Gemeinsam ist ihnen vor allem die Ablehnung von staatlicher Regulierung durch Klimaschutzmaßnahmen. Darüber hinaus erfolgt die bewusste Verbreitung von Falschinformationen, die dem wissenschaftlichen Konsens widersprechen, sowohl aus persönlichen bzw. ideologischen Gründen als auch aus finanziellem Interesse von Unternehmen. Beispielsweise investierte die US-Industrie rund 500 Millionen US-Dollar in die erfolgreiche Bekämpfung eines Antrages, der die Einführung eines Emissionsdeckels für die Emissionen der Vereinigten Staaten vorsah. Insgesamt stehen der US-Klima-Contrarian-Bewegung rund 900 Millionen Dollar pro Jahr für Kampagnenzwecke zur Verfügung. Die überwältigende Mehrheit der Mittel stammt von politisch konservativen Organisationen, wobei die Finanzierung zunehmend über Donors-Trust-Organisationen verschleiert wird.

#### Wirtschaftlich motivierte organisierte Klimawandelleugnung
Unternehmen aus der Branche der fossilen Energien erkannten schon früh die Folgen, die Klimaschutzmaßnahmen auf ihre Geschäftsaktivitäten haben würden, und bekämpften deshalb Klimaforschung und Klimapolitik sehr schnell. Viele Unternehmen und Verbände wie ExxonMobil, Peabody Energy, American Petroleum Institute, die Western Fuels Association und das Edison Electric Institute finanzierten klimaskeptische Wissenschaftler, konservative Think Tanks, die die Existenz der globalen Erwärmung leugneten, und diverse Frontorganisationen, um Klimaforschung zu unterminieren und Klimaschutzmaßnahmen zu verhindern. Als besonders einflussreiche Sponsoren wurden ExxonMobil und die Koch Family Foundations identifiziert, wobei letztere noch immer viel Geld für derartige Zwecke zur Verfügung stellt. Für den Wahlkampf zur Präsidentschaftswahl in den Vereinigten Staaten 2016 versprachen die Gebrüder Koch beispielsweise, der Republikanischen Partei fast 900 Mio. Dollar als Wahlkampfhilfe zukommen zu lassen. Dies gilt als der höchste Wert, der jemals von Privatpersonen im Wahlkampf eingesetzt wurde.
Selbst waren die Unternehmen bereits früh über die Existenz und bedrohlichen Folgen des Klimawandels informiert. Das American Petroleum Institute, der größte Interessenverband der US-Öl- und Gasindustrie, war sogar schon 1968, und damit rund zwei Jahrzehnte vor der Öffentlichkeit, vom Stanford Research Institute darüber informiert worden, dass der Ausstoß von Kohlenstoffdioxid durch die Verbrennung fossiler Energieträger erhebliche Gefahren für die Erde bergen würde. Unter anderem warnten Wissenschaftler das API davor, dass der menschengemachte Klimawandel u. a. zu einem Abschmelzen der Antarktis sowie einem Meeresspiegelanstieg führen würde. In der Öffentlichkeit bestritt das API hingegen jahrzehntelang, dass die Existenz des Klimawandels wissenschaftlich fundiert sei.
Die Unternehmensführung von ExxonMobil wurde seit 1978 von ihren wissenschaftlichen Beratern regelmäßig über den menschlich verursachten Klimawandel in Kenntnis gesetzt. In der Öffentlichkeit hingegen verbreitete sie Zweifel: Während 1977–2014 über 80 % der internen Nachrichten und wissenschaftlichen Arbeiten den Stand der Wissenschaft anerkannten, säten knapp 80 % der Advertorials – redaktionell aufgemachte Anzeigen – Zweifel. Die Union of Concerned Scientists kam in einer Untersuchung zu dem Schluss, dass ExxonMobil mit einer langfristigen Strategie, die auch Irreführung und Fälschungen beinhaltet, dafür gesorgt hat, dass „wissenschaftliche Erkenntnisse verschleiert, Politiker, Medien und die Öffentlichkeit manipuliert und Maßnahmen zur Eindämmung von Emissionen verhindert wurden“. Analog der Tabakindustrie unterstützte ExxonMobil zu diesem Zweck zwischen 1998 und 2005 ein Netzwerk von 43 scheinbar unabhängigen Organisationen mit ca. 16 Mio. US-Dollar, um in der Öffentlichkeit den Konzerninteressen dienende Verwirrung über den Stand der Klimaforschung zu stiften. 2015 wurde bekannt, dass ExxonMobil, das Kohleunternehmen Southern Company und Koch Industries die klimawandel-kritischen Arbeiten des Raumfahrtingenieurs Willie Soon mit mindestens 1,2 Mio. US-Dollar finanzierten.
Eine wichtige Frontorganisation der organisierten Klimawandelleugnung war die Global Climate Coalition, die von 1989 bis 2002 gezielt Zweifel an den wissenschaftlichen Erkenntnissen zur globalen Erwärmung säte und Klimaskeptiker in öffentlichen medialen Diskussionen platzierte. Sie wurde zunächst von William O’Keefe vom American Petroleum Institute geleitet und engagierte sich sehr stark im Kampf gegen die US-amerikanische Ratifizierung des Kyoto-Protokolls. Sie spielte jedoch auch eine entscheidende Rolle bei den Angriffen auf den IPCC-Leitautor Benjamin D. Santer, was die Diskreditierung des Zweiten Sachstandsberichts des IPCC sowie des Weltklimarats insgesamt zum Ziel hatte; im Nachhinein stellten sich die Attacken als unbegründet heraus. Eine ebenfalls sehr wichtige Rolle spielen das Cato Institute, das Competitive Enterprise Institute, das George C. Marshall Institute sowie das Heartland Institute, allesamt konservativ ausgerichtete Think Tanks.
Für Aufsehen sorgte auch das Bekanntwerden eines Treffens in der Zentrale des American Petroleum Institute vom April 1998, auf dem unter Beteiligung von Fred Singer an PR-Strategien gearbeitet worden war, in der Öffentlichkeit gezielt Unsicherheit über den Stand der Klimaforschung zu verbreiten, um so Einfluss auf politische Entscheidungsträger zu nehmen. An dem Treffen waren auch Vertreter des Ölkonzerns Exxon und konservativer Think Tanks beteiligt.
Seit 2008 werden klimaskeptische US-Think-Tanks, Handelskammern und Interessengruppen als Reaktion auf bekannt gewordene Finanzierungen durch Unternehmen zunehmend von Stiftungen finanziert, die die eigentliche Herkunft von Mitteln geheim halten, während Firmen wie ExxonMobil und Koch Industries in den Hintergrund getreten sind. Besonders der Donors Trust und Donors Capital Fund haben einen immer größeren Anteil der Finanzierung übernommen. Hierbei handelt es sich um Organisationen, die Spenden anonymer Geldgeber entsprechend deren geäußerten Vorstellungen weiterleiten. Insgesamt trugen sie zwischen 2003 und 2010 mit 78 Mio. US$ zur Finanzierung von mindestens 35 klimaskeptischen Organisationen bei und übernahmen seit 2008 eine führende Rolle in deren Finanzierung. Ihr Gesamtbudget liegt bei ca. 900 Millionen US$ pro Jahr.
In einem Editorial vom 12. Juli 2001 legte die Redaktion der Zeitschrift Nature ihren Standpunkt dar. Darin unterstützt die Redaktion den in den Berichten des IPCC zum Ausdruck kommenden Konsens. Die Kritik an den Erkenntnissen der Klimaforschung sei demnach primär von der US-Kohle- und Ölindustrie initiiert. So genannte „climate-change dissidents“ riefen mittlerweile einen ähnlichen Eindruck hervor wie „Aids dissidents“ oder „tobacco-industry dissidents“. Durch sie werde die Öffentlichkeit hinsichtlich der Tatsachen über die globale Erwärmung getäuscht und verwirrt.

#### Politisch motivierte organisierte Klimawandelleugnung
Die aktive Verbreitung klimaskeptischer Thesen und Kritik am IPCC werden mittlerweile explizit mit Teilen der politischen Rechten in Verbindung gebracht, besonders in den USA, von wo sie sich in andere Länder ausgebreitet hat. Besonders rechtspopulistische Parteien und rechtspopulistische Strömungen innerhalb konservativer Parteien sind der Klimapolitik gegenüber feindlich eingestellt. Mit dem Aufkommen der rechtspopulistischen Tea-Party-Bewegung boten die Republikaner bei den US-amerikanischen Kongresswahlen im November 2010 bis auf eine Ausnahme nur Kandidaten auf, die den IPCC-Konsens bestreiten. Einer Umfrage zufolge glaubt die Mehrheit der Anhänger der Tea-Party-Bewegung, dass der Klimawandel in der Zukunft keine ernsthaften Auswirkungen haben werde. Aktivisten der Bewegung beteiligten sich zudem an politischen Aktionen, die sich gegen Klimaschutzgesetze richteten. In Europa haben mehrere rechtspopulistische Parteien die Anzweifelung des menschengemachten Klimawandels zur offiziellen Parteilinie gemacht, darunter die niederländische PVV von Geert Wilders. Weitere rechte und rechtspopulistische Parteien, die die Anzweifelung des menschengemachten Klimawandels zur offiziellen Parteilinie gemacht haben, sind die norwegische Fortschrittspartei, die Schweizer SVP, die britische UKIP sowie die deutsche AfD.
Eine Analyse der Parteiprogramme neun konservativer Parteien deutete darauf hin, dass die klimaskeptische Position der Republikaner in den USA eine Ausnahme ist. Alle anderen untersuchten Parteien betrachten den Klimawandel als Problem und befürworten auch – mit Ausnahme der Liberal Party of Australia – Markteingriffe zu dessen Lösung. Konservative wie Richard Nixon und, in den späten 1980er Jahren, Margaret Thatcher haben wesentliche Vorarbeiten zur internationalen Behandlung des Klimawandels geleistet. Thatcher trug auch wesentlich zur Gründung des britischen Hadley Centre bei. Jacques Chirac, Nicolas Sarkozy, Angela Merkel oder David Cameron werden als Beispiele für konservative Treiber einer proaktiven Umwelt- und Klimapolitik genannt, die aber nach der UN-Klimakonferenz in Kopenhagen 2009 und der Eurokrise in den Hintergrund getreten ist. Thatchers ehemaliger Energieminister und Schatzkanzler Nigel Lawson ist später ebenso wie Thatcher-Berater Christopher Monckton öffentlich als Klimaleugner und Kritiker des IPCC in Erscheinung getreten.
Anfang 2013 hatte Sir Paul Nurse (Nobelpreisträger und President der Royal Society) dem Politiker Nigel Lawson vorgeworfen, willkürlich Einzelergebnisse zu zitieren, um seine „politisch oder ideologisch motivierte Ansicht“, dass die globale Durchschnittstemperatur in den letzten 15 Jahren nicht weiter angestiegen sei, zu belegen. Lawson, aktuell Vorsitzender der Global Warming Policy Foundation, sah sich hierdurch diskreditiert. Nurse bot ihm daraufhin ein Treffen mit Experten (Klimawissenschaftlern) an, um Lawson den aktuellen Stand der Wissenschaft darzustellen. Dieses nicht-öffentliche Treffen zwischen sechs Mitgliedern der Royal Society, geleitet von Sir Brian Hoskins und zehn Mitgliedern der Global Warming Policy Foundation (davon ein Klimawissenschaftler, Richard Lindzen), fand am 19. November 2013 im House of Lords statt. Am 30. November veröffentlichte Lawson seine Darstellung des Treffens im Spectator. Er habe bei dem Treffen nichts Neues erfahren. Auch hätten die Wissenschaftler kein Verständnis für die bzw. Interesse an den massiven Kosten der von ihnen unterstützten Politik gezeigt.

### Medien
In der Öffentlichkeit werden hauptsächlich folgende Themen diskutiert, wobei es einige „Mythen“ gibt:
1. Der Einfluss des Menschen auf den Klimawandel
2. Die meteorologischen Vorhersagen
3. Die Klimaänderungen im Laufe der Erdgeschichte
4. Der Stand der Wissenschaft
5. Handlungsmöglichkeiten der Politik

#### Die „unausgewogene Balance“ in US-amerikanischen Medien
Maxwell T. Boykoff und Jules M. Boykoff prägten das Wortspiel „Balance as bias“ und stellten eine deutlich höhere Präsenz von Kritikern der IPCC-Berichte in der öffentlichen und politischen Diskussion als im fachwissenschaftlichen Bereich fest. In der Mehrzahl einer Auswahl untersuchter Zeitungsartikel der US-Qualitätspresse aus den Jahren bis 2003 wurde von den verantwortlichen Journalisten versucht, beide „Seiten“ der Klimaforschung darzustellen und daher den Argumenten von Klimaforschung und Klimaskepsis gleich viel Platz einzuräumen. Diese vermeintliche Ausgewogenheit führte dazu, dass in den Medien der falsche Eindruck grundlegender Dispute in der Klimaforschung erweckt wurde, während in der wissenschaftlichen Gemeinschaft die Skeptiker nur eine geringe Rolle spielten. Ein vergleichbares Ungleichgewicht wurde für die Jahre von 1995 bis 2004 auch in der US-amerikanischen TV-Berichterstattung gefunden.

#### Politische Ausrichtung und klimaskeptische Beiträge
Eine Analyse von 3.000 Zeitungsartikeln aus Brasilien, China, Frankreich, Indien, dem Vereinigten Königreich (UK) und den USA fand besonders in den USA und im UK Artikel, die klimaskeptische Positionen wiedergaben; die wiedergegebenen Stimmen stammten deutlich häufiger von Politikern als von Wissenschaftlern. In den englischsprachigen Zeitungen, die im politischen Spektrum eher rechts angesiedelt sind, waren klimaskeptische Beiträge weit häufiger als in eher linksgerichteten. Dieser Unterschied war besonders in Editorials und Kommentaren ausgeprägt; häufig kamen die klimaskeptischen Stimmen unangefochten zu Wort. Eine Analyse weiterer 1.900 Artikel aus dem Vereinigten Königreich bestätigte diesen Unterschied. Rechtsgerichtete britische Boulevardzeitungen, besonders der Daily Express, die Daily Mail, der Daily Star und The Sun brachten in 40 % bis 50 % ihrer Artikel klimaskeptische Positionen. Die klimaskeptische Denkfabrik Global Warming Policy Foundation war besonders erfolgreich darin, in britischen Zeitungen ihre Ansicht zu platzieren. Von 203 zwischen 2007 und 2010 veröffentlichten Meinungsbeiträgen konservativer US-amerikanischer Kolumnisten äußerten sich alle kritisch gegenüber den Ergebnissen der Klimaforschung und der Klimaforschung selbst.

### Umfragen zur Einstellung der Bevölkerung
Eine telefonische Umfrage der Stanford University bei 1000 zufällig ausgewählten erwachsenen US-Amerikanern im Jahr 2010 ergab, dass 74 % der Meinung waren, dass die Welttemperatur in den letzten 100 Jahren angestiegen ist. Im Jahr 2006 waren es noch 85 %. 30 % waren der Meinung, dass die globale Erwärmung überwiegend auf menschlichen Einfluss zurückzuführen sei, 45 % meinten, dass menschliche und natürliche Einflüsse gleichermaßen ursächlich seien, und 25 % glaubten allein an natürliche Einflüsse (ohne Beteiligung des Menschen). Eine andere Umfrage bei 1500 US-Amerikanern ergab noch drastischere Veränderungen. Im Jahr 2008 waren 71 % der Befragten der Meinung, dass es gesicherte Befunde zur globalen Erwärmung gebe, im Jahr 2009 waren nur noch 57 % dieser Meinung. Von den Befürwortern glaubten 2009 nur noch 36 % an eine menschliche Verursachung (2008 noch 47 %). Erst 2021 wurden wieder die höheren Zustimmungswerte von 2008 erreicht. Dennoch ist die Zahl der Klimawandelleugner nach wie vor nirgendwo so hoch wie in den Vereinigten Staaten.
In Deutschland zeichnet sich eine ähnliche Entwicklung ab. Eine Umfrage in Hamburg ergab, dass im Jahr 2008 63 % der Befragten der Meinung waren, dass der Klimawandel eine ernste oder sehr ernste Bedrohung darstellt, im Jahr 2011 waren es nur noch 44 %. Entsprechend stieg der Anteil derjenigen, die in der globalen Erwärmung kein Problem sahen, von 6 % im Jahr 2006 auf 12 % 2010.
Dass es gegenwärtig einen Klimawandel gibt, verneinten im Jahr 2013 7 % der Befragten in Deutschland. Dass ein globaler Klimawandel nicht stattfinden wird, wurde 2015 von 6 % der Deutschen bejaht.
Auch verschiedene Umfragen in Großbritannien, der Europäischen Union, Kanada, Australien und Neuseeland berichteten einen zunehmenden Zweifel der Bevölkerung in Bezug auf die globale Erwärmung bzw. deren Gefahren.
Umfragen deuten darauf hin, dass konservative Männer häufiger bezweifeln, dass menschliche Aktivität die Hauptursache für die globale Erwärmung ist. In den USA ist der Unterschied zwischen weißen konservativen Männern und dem Rest der Bevölkerung besonders ausgeprägt. In Europa stimmten etwas mehr konservative Männer als andere Teile der Bevölkerung der klimaskeptischen These zu, dass CO2-Emissionen einen nur marginalen Einfluss auf das Klima hätten; die Differenz liegt hier aber im niedrigen einstelligen Prozentbereich.

## Zentrale Argumente und Diskussionspunkte von Klimawandelleugnern
Das künstliche Schüren von Unsicherheit in Form der Fear-, Uncertainty- and Doubt-Strategie zählt seit Jahrzehnten zu erprobten Mitteln von Wirtschaftsunternehmen und -branchen, um wissenschaftliche Erkenntnisse zu Umweltproblemen in Frage zu ziehen und Umweltschutzmaßnahmen zu verhindern. Diese Strategie wurde seit Anfang der 1990er Jahre auch angewandt, um eine Klimaschutzstrategie zu blockieren. Im Laufe der Zeit wurde das Schüren von Unsicherheit zum Schüren einer künstlich hergestellten Kontroverse weiterentwickelt. Ziel dieser Strategie ist es, in der Öffentlichkeit den Eindruck zu erwecken, dass es eine große Debatte und Widerspruch nicht (nur) in der Öffentlichkeit, sondern innerhalb der wissenschaftlichen Gemeinschaft über die Existenz der menschengemachten Erwärmung gebe.
Hierfür wurden von Unternehmen und konservativen Think Tanks eine kleine Zahl von klimaskeptischen Wissenschaftlern und sonstigen vermeintlichen Experten (oft ohne Expertise in Klimafragen) rekrutiert, die nicht nur Kritik an der echten wissenschaftlichen Forschung, sondern eine Alternative zu ihr herstellen sollten, um Öffentlichkeit und Politiker bewusst zu verwirren. Die Funktionsweise der echten Forschung wird hierbei gezielt imitiert: Die Contrarians veröffentlichen (zumeist nicht-begutachtete) Berichte und Bücher, publizieren in randständigen Fachzeitschriften, halten Konferenzen ab und stellen zudem Listen von Wissenschaftlern zusammen, die die menschengemachte Erwärmung angeblich bezweifeln. Ein Beispiel für diese Methode ist die Schaffung des Nongovernmental International Panel on Climate Change durch das Heartland Institute als Gegenstück zum IPCC. Motivation hierfür war, die zentralen Erkenntnisse der Klimaforschung, dass sich die Erde maßgeblich durch menschliches Tun erwärmt und dies negative Folgen haben wird, für die Öffentlichkeit nicht nur unsicher erscheinen zu lassen, sondern den Anschein zu erwecken, sie seien in der Wissenschaft in erheblichem Maß umstritten. Die Gegenbehauptungen zu den Erkenntnissen der Klimaforschung werden zugleich stark zirkuliert und häufig mit Anschuldigungen wissenschaftlichen Fehlverhaltens ergänzt, um besondere Wirkung auf Öffentlichkeit und Politik zu erzielen und die Notwendigkeit von Klimaschutzmaßnahmen zu untergraben.
Auf die besondere politische Bedeutung von Unsicherheit und dem Eindruck einer wissenschaftlichen Kontroverse wies 2002 der republikanische Strategieberater Frank Luntz hin. In einer mittlerweile berühmten internen Strategieanweisung für die republikanische Partei, die später durch ein Leak öffentlich bekannt wurde, warnte er die Republikaner davor, dass sie die Debatte um Umweltfragen nahezu verloren hätte. Anschließend riet er ihr, ihre Anstrengungen zu intensivieren, den wissenschaftlichen Konsens bezüglich der globalen Erwärmung zu leugnen:

“The scientific debate is closing [against those who deny the reality of climate change] but not yet closed. There is still a window of opportunity to challenge the science. […] Voters believe that there is no consensus about global warming within the scientific community. Should the public come to believe that the scientific issues are settled, their views about global warming will change accordingly.”

„Die wissenschaftliche Debatte schließt sich [gegenüber diejenigen, die die Realität des Klimawandels leugnen], aber sie ist noch nicht geschlossen. Es gibt noch eine Chance, die Wissenschaft in Frage zu stellen. […] Die Wähler glauben, dass es innerhalb der wissenschaftlichen Gemeinschaft keinen Konsens über die globale Erwärmung gibt. Sollte die Öffentlichkeit zu der Ansicht kommen, dass die wissenschaftlichen Fragen geklärt sind, dann werden sich ihre Ansichten bezüglich der globalen Erwärmung entsprechend ändern.“

Luntz empfahl daher, gezielt auf Unsicherheiten in der wissenschaftlichen Forschung und eine vermeintliche wissenschaftliche Kontroverse hinzuweisen, das angebliche Fehlen wissenschaftlicher Sicherheit zum zentralen Aspekt der politischen Debatte zu machen und vor allem den Umstand zu betonen, dass erst dann gehandelt werden dürfe, wenn alle Fakten auf dem Tisch lägen. Kernmotiv dieses Argumentationsmusters ist, dass nur garantiert gesicherte wissenschaftliche Erkenntnisse von Relevanz für die Politik sein könnten. Eine solche Annahme steht im diametralen Widerspruch zu der tatsächlichen Arbeitsweise wissenschaftlicher Forschung.

### Existenz einer globalen Erwärmung

#### Interpretation der Messungen

Globale Jahresmitteltemperaturen der letzten 125 Jahre auf der Erdoberfläche relativ zum Mittelwert im Zeitraum 1951–1980, basierend auf Messungen der Boden-Lufttemperatur durch Wetterstationen sowie Messungen der Meeresoberflächentemperatur durch Schiffe und Satelliten

Obwohl Svante Arrhenius bereits im Jahr 1896 den Treibhauseffekt von Kohlenstoffdioxid und Veerabhadran Ramanathan ab der Mitte der 1970er Jahre den sehr starken Treibhauseffekt der Fluorchlorkohlenwasserstoffe (FCKW) auf die Erwärmung der Erdatmosphäre detailliert beschrieben hatten, waren bis in die 1990er Jahre hinein Zweifel am Phänomen der globalen Erwärmung noch relativ weit verbreitet. Denn zwischen 1945 und 1975 hatten sich die globalen Temperaturen nicht erhöht, sondern leicht verringert. Zudem waren die Unsicherheiten in den klimatologischen Theorien noch beträchtlich. Im Laufe der 1990er Jahre verbesserte sich das wissenschaftliche Verständnis des Klimasystems erheblich, und gleichzeitig konnte ein deutlich erkennbarer Erwärmungstrend gemessen werden. Spätestens seit der Veröffentlichung des Dritten IPCC-Sachstandsberichts im Jahr 2001 ist das Vorhandensein einer globalen Erwärmung deshalb kaum noch auf wissenschaftlicher Grundlage angezweifelt worden. In seinem Vierten Sachstandsbericht von 2007 gibt das IPCC für den gemessenen Temperaturtrend in den einhundert Jahren von 1906 bis 2005 eine Steigerung um 0,74 °C an, wobei aufgrund von Messungenauigkeiten eine Fehlerbreite von ±0,18 °C besteht. Im Fünften Sachstandsbericht des IPCC wird eine global gemittelte Erwärmung von 0,85 °C ± 0,2 °C beschrieben und erwähnt, dass die letzten drei Dekaden jeweils wärmer waren als alle vorherigen Dekaden seit 1850. Die nördliche Halbkugel habe zwischen 1983 und 2012 zudem wahrscheinlich die wärmste 30-Jahres-Periode in den letzten 1400 Jahren erlebt.
Von manchen Klimaskeptikern wird häufig auf einen Widerspruch zwischen Bodenmessungen und Satellitendaten verwiesen. Allerdings sind diese unterschiedlichen Daten nur schwer miteinander zu vergleichen, zumal bei Satellitendaten erhebliche Unsicherheitsmargen bestehen. Während die Messungen an der Erdoberfläche von Messstationen, Schiffen oder Bojen in 2 m Höhe erfolgen, erfassen Satelliten einen Temperaturmittelwert der untersten 6 km der Troposphäre, wobei zwischen den einzelnen Schichten Temperaturunterschiede von 30 °C auftreten können. Darüber hinaus sind die Daten verschiedener Satelliten nur sehr schwer miteinander zu kombinieren, wodurch zusätzliche Messunsicherheiten bestehen und langfristige Trendaussagen kaum möglich sind. In der Vergangenheit produzierten Satelliten z. B. infolge falscher Kalibrierungen einen negativen Erwärmungstrend, lieferten aber nach einer Korrektur der Berechnungsmethodik ähnliche Ergebnisse wie die Bodenmessungen. Grundsätzlich werden jedoch direkte Messungen in Bodenhöhe als deutlich zuverlässiger eingestuft als Satellitendaten, nicht zuletzt deshalb, weil die Auswirkungen der globalen Erwärmung größtenteils an der Erdoberfläche und nicht in der Troposphäre stattfinden.
Einige Wissenschaftler um den Meteorologen Roger A. Pielke senior weisen jedoch auch auf Probleme in Zusammenhang mit der bodengestützten Messung der Lufttemperaturen hin. Die gemessenen Lufttemperaturen seien einerseits mit signifikanten Fehlern behaftet, anderseits sollen sie grundsätzlich kein sehr zuverlässiges Instrument zur Messung der globalen Erwärmung sein. Eine andere These betrifft den so genannten Wärmeinseleffekt (urban heat island effect). Demnach wird die zunehmend warme Umgebungsluft in den wachsenden Städten für den dort gemessenen Trend der Erwärmung verantwortlich gemacht. Die These wurde durch die statistische Berücksichtigung ebendieses Effektes in der Auswahl der verwendeten, mehrheitlich ländlichen Stationen sowie durch einzelne Satellitendaten konterkariert. Andere Studien sehen keinen durchschlagenden Einfluss des Wärmeinseleffektes beim festgestellten globalen Anstieg der Durchschnittstemperatur. Die jüngste und aufwändigste Studie hierzu war das Berkeley-Earth-Surface-Temperature-Projekt, das ausgehend von bestehenden Messdatenreihen, aber mit gegenüber früheren Studien mehrfach vergrößerter Datenbasis, eine Erwärmung in den vergangenen 150 Jahren bestätigte.

#### Messverfahren

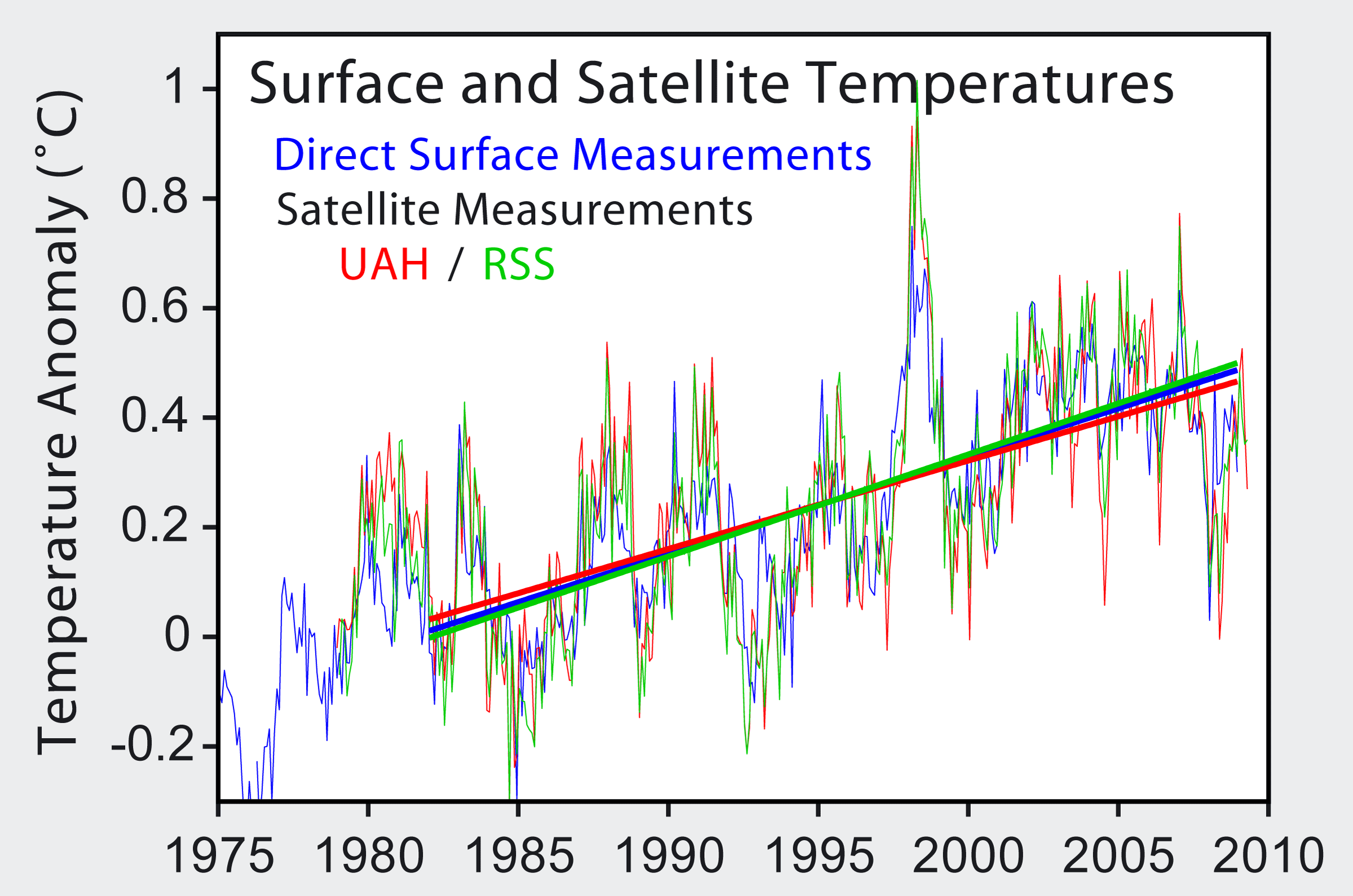
Vergleich von Boden- und Satellitenmessungen der Erdtemperatur seit 1979

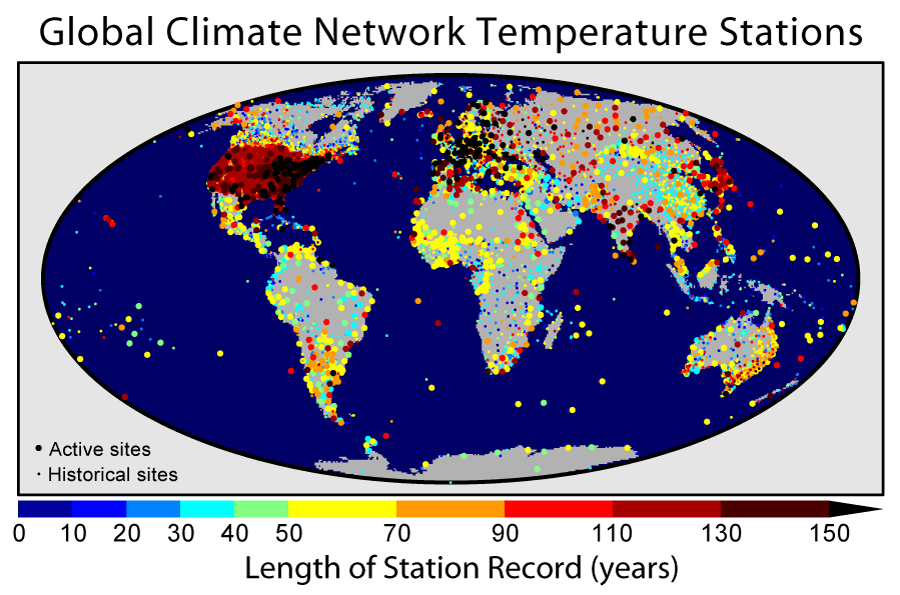
Netzwerk der meteorologischen Bodenstationen, von denen unter anderem die von Klimatologen verwendeten Messreihen der Lufttemperaturen stammen

Lange Zeit waren vor allem die Daten aus Satellitenmessungen der Kernpunkt der Behauptung, es gebe keine globale Erwärmung. Die Satelliten zeigten eine gleich bleibende oder sogar eine zurückgehende Temperatur auf der Erde an. Bis Anfang der 2000er Jahre bestand diesen Daten zufolge nur ein Erwärmungstrend über 0,04 °C pro Jahrzehnt gegenüber 0,17 °C aus den Bodenmessungen. Messungen mit an Ballons befestigten Radiosonden schienen den Satellitentrend zu bestätigen, was die Bodenmessungen in den Augen der Skeptiker unglaubwürdig erscheinen ließ. Umfassende Analysen der Satellitendaten brachten im August 2005 zutage, dass diese falsch interpretiert worden waren. Bei der Auswertung der Satellitendaten hatte man angenommen, dass sich die Satelliten in einer sonnensynchronen Umlaufbahn befänden. In einem solchen Orbit passiert ein Satellit jeden Tag zur gleichen Zeit und immer über demselben Ort den Äquator. Es geschieht leicht, dass dieser Orbit nicht perfekt eingehalten wird, was eine Korrektur der Messdaten notwendig macht. Diese Korrektur war in den älteren Analysen nicht vorgenommen worden. Nachdem die verfälschten Messwerte berichtigt wurden, zeigten sie eine deutlich besser im Einklang mit den Bodenmessungen stehende Erwärmung an. Gleichzeitig stellte sich heraus, dass aus einem völlig anderen Grund auch die Messungen der ballongestützten Radiosonden falsch waren. Deren Thermometer sind während des Aufstiegs oft der direkten Sonnenstrahlung ausgesetzt. Daher müssen die Messwerte regelmäßig nach unten korrigiert werden. Eine ebenfalls 2005 veröffentlichte Studie konnte zeigen, dass die Werte in der Vergangenheit überkorrigiert worden waren. Nach der Berichtigung dieses Fehlers bestätigten auch die Wetterballons den aus den Bodenmessungen bereits bekannten Trend.
Neben diesen drei voneinander unabhängigen Messungen am Boden, in der Luft und aus dem Weltall existieren darüber hinaus weitere unabhängige Belege für steigende Erdtemperaturen. Hierzu gehören Messungen der Meeresoberflächentemperatur, die ebenso wie die in größeren Wassertiefen ermittelten Temperaturwerte in den vergangenen Dekaden einen deutlichen Anstieg verzeichneten. Ein weiteres gewichtiges Indiz für die globale Erwärmung sind direkte Naturbeobachtungen, darunter ein immer früheres Auftreten der Frühlingsblüte, ein später einsetzendes Welkwerden des Laubes im Herbst, später einfrierende und früher auftauende Flüsse im Winter, weltweit bis auf wenige Ausnahmen überall zurückgehende Gletscher sowie ein drastischer Rückgang des arktischen Meereises.

### CO2und Temperatur

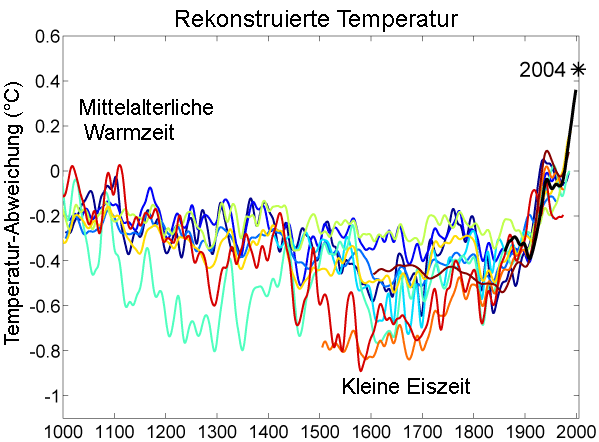
Die Entwicklung der globalen Durchschnittstemperatur während der letzten 1.000 Jahre, nach verschiedenen Quellen rekonstruiert und seit dem 19. Jahrhundert direkt gemessen

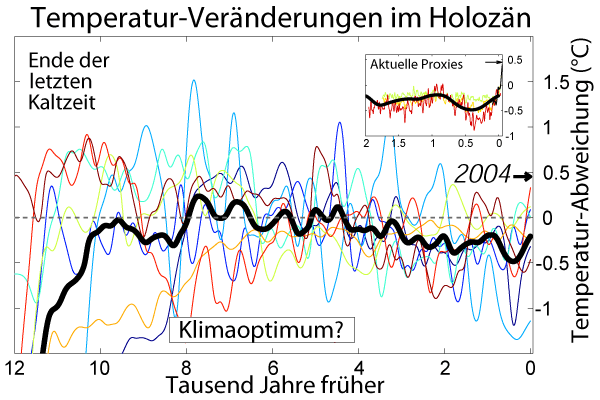
Rekonstruktion des Temperaturverlaufs von acht verschiedenen Orten der Erde während der letzten 12.000 Jahre. Die dicke schwarze Linie repräsentiert deren Durchschnitt, der jedoch nicht gleichbedeutend mit der globalen Durchschnittstemperatur ist.

Es besteht Einigkeit darüber, dass der derzeitige CO2-Gehalt der Erdatmosphäre im klimageschichtlichen Vergleich außergewöhnlich hoch ist. So geht aus einer Untersuchung aus dem Jahr 2009 hervor, dass der CO2-Gehalt heute um fast ein Drittel höher liegt als jemals zuvor in den vergangenen 2,1 Millionen Jahren. Die Geochemikerin Bärbel Hönisch von der Columbia University und ihr Team gewannen diese Daten aus der chemischen Analyse der Kalkschalen fossiler Foraminiferen.
Bislang hat keine der verfügbaren Rekonstruktionen des vergangenen Jahrtausends ergeben, dass die globalen Temperaturen mit denen der Gegenwart vergleichbar gewesen wären. Das IPCC schätzt deshalb in seiner im Februar 2007 erschienenen Kurzfassung für Entscheidungsträger zum Vierten Sachstandsbericht, dass es „wahrscheinlich“ sei, dass die Temperaturen der letzten 50 Jahre im globalen Mittel höher lagen als jemals in einem vergleichbaren Zeitraum während der vergangenen 1300 Jahre. Dies lässt klimageschichtlich die Möglichkeit von lokal wärmeren Regionen offen. Da die vorhandenen Proxydaten die Erde nicht flächendeckend, gleichmäßig und gleichartig abdecken, kann die historische globale Mitteltemperatur nur grob geschätzt werden. Die Proxydaten sind wesentlich ungenauer als die Messungen ab 1850.
Historisch betrachtet, hat es in der Vergangenheit viele kleinere und natürliche Warm- und Kaltphasen gegeben. Geologisch gesehen können mindestens fünf große Eiszeitalter mit einer Dauer von jeweils etwa 15–20 Millionen Jahren und dazwischen liegende langdauernde Warmzeiten unterschieden werden. Innerhalb der Eiszeitalter kam es jeweils zu so genannten Glazialen (z. B. Saale-Glazial, Weichsel-Glazial) und Interglazialen (z. B. Eem-Interglazial, Holstein-Interglazial) sowie innerhalb dieser zu Stadialen und Interstadialen, also längeren Zeiträumen mit großflächigen Vergletscherungen, unterbrochen von Perioden, die mit der heutigen Zeit eher vergleichbare Eismassen aufwiesen. Während der letzten längeren Warmphase, dem Eem-Interglazial, lagen die Durchschnittstemperaturen in Europa über den heutigen.
Siehe auch: Hockeyschläger-Diagramm

### Menschlicher Anteil an der globalen Erwärmung

#### Ausmaß und Folgewirkung des menschlichen Einflusses

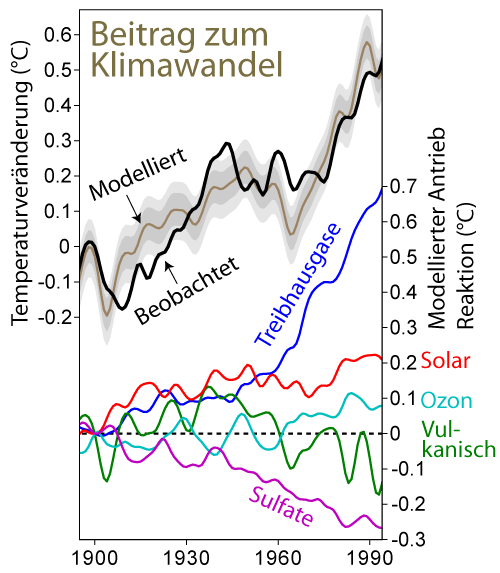
Die physikalischen Antreiber und ihr Anteil an der globalen Erwärmung

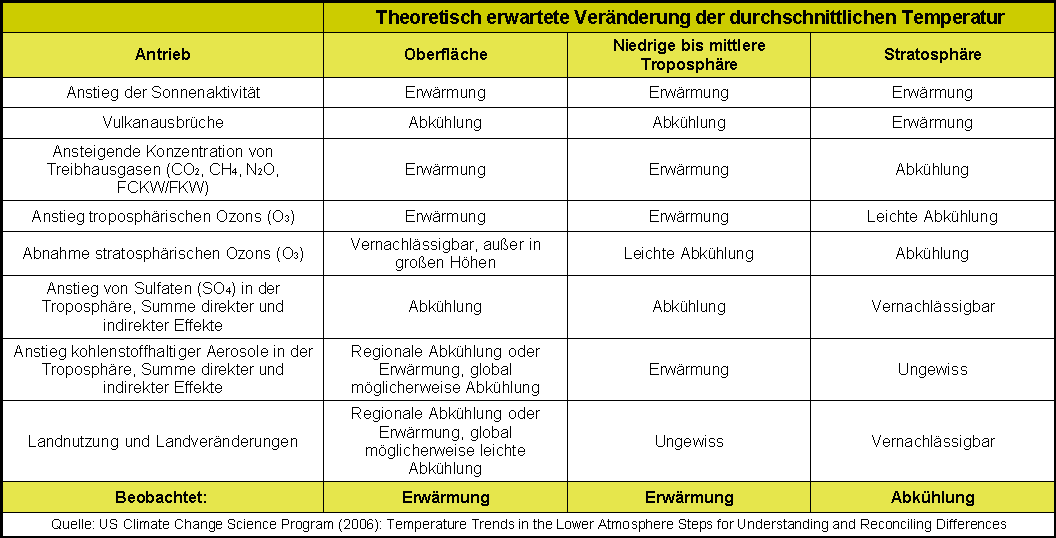
Darstellung verschiedener möglicher Antreiber des Klimas und Vergleich mit den vorhandenen Messdaten der Lufttemperatur. Ausschließlich die theoretische Wirkung der Treibhausgase passt problemlos zu den beobachteten aktuellen Veränderungen.

Die sogenannte Klimasensitivität gibt an, wie stark sich die globale Durchschnittstemperatur wahrscheinlich erhöhen wird, falls sich der Kohlendioxidgehalt der Erdatmosphäre vom vorindustriellen Niveau von 280 ppm auf 560 ppm verdoppeln sollte. Vom IPCC werden Werte zwischen 1,5 und 4,5 °C angegeben, mit einem besten Schätzwert um 3 °C. Im fünften Sachstandsbericht des IPCC wird ebenfalls ein wahrscheinlicher Wert von 1,5 °C bis 4,5 °C (medium confidence) angegeben und zudem ein Wert unterhalb von 1,0 °C als extrem unwahrscheinlich bezeichnet.
Bei gemessenem Trend der Erderwärmung stellt sich die Frage, auf welche Faktoren diese zurückzuführen ist. Bislang wird für die aktuelle Erwärmung nur ein Erklärungsmodell als zufriedenstellender Ansatz angesehen, das Treibhausgase als hauptsächlichen Faktor ansieht.

#### Solarer Einfluss und kosmische Höhenstrahlung

##### Sonne

Schwankungen der Sonnenfleckenzahl über der Zeit

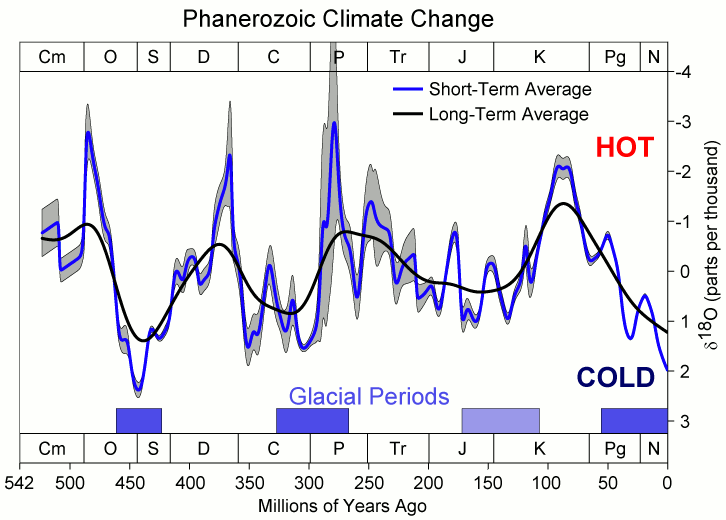
Klimawandel im Phanerozoikum

Von Klimaskeptikern wird häufig behauptet, dass der Einfluss der Sonnenaktivität auf die globale Erwärmung in der gleichen Größenordnung oder größer als der anthropogene Einfluss sei. Tatsächlich wirken sich Schwankungen in der Sonnenaktivität auf das Klima aus. Allerdings kann die Sonne höchstens für einen kleinen Teil der Erderwärmung der letzten 20 bis 30 Jahre verantwortlich sein. Zudem ist für die Zeit nach 1980 äußerst unwahrscheinlich, dass die Sonne in signifikantem Ausmaß zur Erderwärmung beigetragen hat.
Stand der Forschung ist, dass der solare Einfluss auf die globale Erwärmung minimal ist. Das IPCC schätzte 2013 den Anteil der globalen Erwärmung seit 1750, der auf die Sonne zurückgeht, auf etwa 2 % des anthropogenen Einflusses. Seit Mitte des 20. Jahrhunderts ging die Sonnenaktivität sogar zurück. Zudem weisen Erwärmungseffekte unterschiedliche Charakteristiken auf, je nachdem, ob sie durch eine ansteigende Solaraktivität oder durch einen stärkeren Treibhauseffekt verursacht werden. Wäre eine erhöhte Sonnenaktivität für die Erwärmung verantwortlich, müsste sich diese vor allem im Sommer und tagsüber zeigen. Tatsächlich finden die stärksten Erwärmungseffekte jedoch im Winter und nachts statt, so wie es für eine treibhausgasbedingte Erwärmung zu erwarten ist.
Zudem weist das Muster der Erderwärmung einen für Treibhausgase typischen Fingerabdruck auf, der von der Sonne nicht geschaffen werden kann. Bei den Temperaturmessungen der unterschiedlichen Luftschichten konnte festgestellt werden, dass sich gleichzeitig neben der wärmer werdenden untersten Luftschicht, der Troposphäre, die darüber liegende Stratosphäre deutlich abkühlt. Dieses Muster ist spezifisch für den Anstieg an Treibhausgasen in der Troposphäre; denn es verbleibt mehr Wärmeenergie in der Nähe der Erdoberfläche und weniger Energie erreicht die Stratosphäre. Wäre eine gestiegene Sonnenaktivität ursächlich für die globale Erwärmung, so müssten sich alle Luftschichten gleichermaßen aufheizen.

##### Galaktische kosmische Strahlung (GCR)

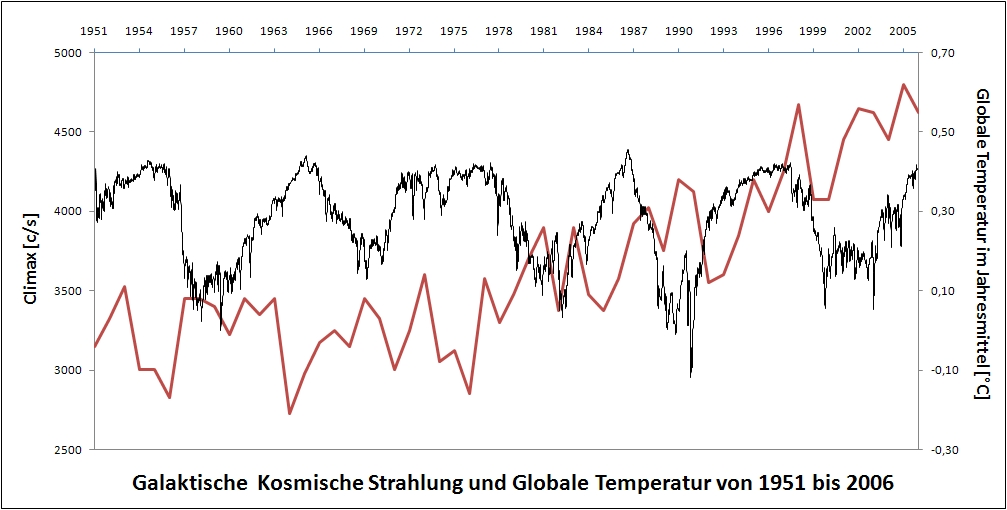
Galaktische kosmische Strahlung und gemessene globale Temperatur von 1951 bis 2006. Die Temperatur (rot) zeigt einen deutlich positiven Trend, während dies bei den galaktischen kosmischen Strahlen nicht der Fall ist. Hier ist kein Trend zu erkennen.

Über einen Einfluss kosmischer Strahlung auf das Klimageschehen wurde erstmals im Jahr 1899 von Charles Thomson Rees Wilson, dem Erfinder der Nebelkammer, spekuliert. Die Theorie wurde im Jahr 1959 von E.P. Ney aufgegriffen und weiterentwickelt, fand aber kaum Unterstützung in Wissenschaftskreisen.
Inzwischen ist das Argument, dass kosmische Strahlen die globale Erwärmung verursachen könnten, ein häufiges Argument von Klimaskeptikern.
Beispielsweise postulierten der Geologe Jan Veizer und der Astrophysiker Nir Shaviv im Jahr 2005 einen höheren Einfluss der kosmischen Strahlung auf das Klima, als der IPCC in seinen Sachstandsberichten zur Klimaforschung angibt. Veizer und andere halten im Widerspruch zur wissenschaftlichen Lehrmeinung den Beitrag von klimaaktiven Treibhausgasen in geologischer Zeit nicht für ausschlaggebend und sehen dies auch für die Neuzeit gegeben. Henrik Svensmark wiederum sieht eine signifikante Korrelation zwischen galaktischen kosmischen Strahlen und Wolkenbildung, die ihrerseits das Erdklima beeinflussen würde, als wahrscheinlich an. J. Shaviv zufolge sei ein grundsätzlich starker Trend der Höhenstrahlung über die gesamte Klimageschichte zu beobachten, welcher durch den Sonneneinfluss moduliert werde. Die mangelnde Korrelation kurzfristiger Klimaeinflüsse und der Höhenstrahlung bei heutigen Messungen sei mit dem Wärmespeichervermögen der Ozeane verbunden.
Stand der Forschung ist hingegen, dass die Effekte von kosmischen Strahlen zu schwach sind, um nennenswerten Einfluss auf die globale Erwärmung der letzten Jahrzehnte zu haben. Hauptkritikpunkt der Forschung dabei ist, dass die galaktische kosmische Strahlung seit mindestens 1951 keinerlei Trend aufweise, also weder stärker noch schwächer werde und daher auch nicht ursächlich für eine Erwärmung sein könne. Eine Studie von Lockwood und Fröhlich setzte die Sonnenaktivität der kosmischen Strahlung gleich; demnach könne der kürzliche Anstieg der bodennahen Lufttemperatur keineswegs solaren Effekten zugeschrieben werden. Der von Svensmark angenommene Zusammenhang wurde als wissenschaftliches Artefakt attackiert und bei mehreren aktuellen Messungen nicht bestätigt. So stellte 2010 ein Forscherteam um Frank Arnold vom Max-Planck-Institut für Kernphysik bei Untersuchungen von sechs markanten Forbush-Ereignissen fest, dass keinerlei Korrelation zwischen Wolkenbedeckung und Ionenkonzentration vorliegt. Eine zentrale Annahme von Svensmarks Theorie, die vermeintliche Wirkung der durch kosmische Strahlung gebildeten Ionen als Kondensationskeime, wurde damit widerlegt.
Eine Studie aus dem Jahr 2009 stellte fest, dass der Sonnen-Zyklus von 1956 bis 2002 für etwa 14 % der globalen Erwärmung verantwortlich war und nicht die Ionisierung von kosmischer Strahlung in der Erdatmosphäre, die durch den Sonnen-Zyklus bestimmt wird.

## Kampagnen gegen die Klimaforschung

### Kontroverse um E-Mails der Climatic Research Unit
Nachdem Hacker 2009 E-Mails von Klimaforschern gestohlen und im Internet veröffentlicht hatten, was in den Medien auch als Climategate bezeichnet wurde, wurden einige Wissenschaftler, darunter Philip D. Jones und Michael E. Mann, aufgrund von E-Mails beschuldigt, einzelne kritische Aspekte ihrer Forschungsarbeit vertuscht und Rohdaten gelöscht zu haben sowie insgesamt unredlich vorgegangen zu sein. Einzelne Interpretationen von Klimaskeptikern, die von einer „Verschwörung“ der Klimaforscher sprechen, wurden dagegen von zahlreichen Wissenschaftlern einhellig zurückgewiesen und von der Fachzeitschrift Nature als „paranoid“ bezeichnet.
Die Anschuldigungen gegen die betroffenen Klimaforscher, die hauptsächlich an der Climatic Research Unit (CRU) arbeiten, waren Gegenstand mehrerer unabhängiger Untersuchungen. Der Wissenschaftsausschuss des britischen Unterhauses kam im März 2010 zu dem Ergebnis, dass den Wissenschaftlern der CRU kein Vorwurf zu machen sei. Es könne nicht unterstellt werden, dass die Wissenschaftler bei der Zurückweisung von Anfragen über Forschungsergebnisse versucht hätten, die Öffentlichkeit über Klimadaten im Unwissen zu lassen. Gerügt wurde allerdings die betroffene Universität für ihren Umgang mit Nachfragen im Rahmen des Freedom of Information Act. Eine gemeinsame Untersuchungskommission der britischen Royal Society und der University of East Anglia unter dem Vorsitz von Ronald Oxburgh entlastete ebenfalls Jones und seine Kollegen. Es gebe „keine Beweise für vorsätzliches wissenschaftliches Fehlverhalten“, die Wissenschaftler um Jones hätten ihre Arbeit „ordentlich und genau“ gemacht und seien bei der Datenauswertung „objektiv und leidenschaftslos“ gewesen. Die Untersuchungskommission verurteilte zudem den scharfen Tonfall der Klimaskeptiker. Eine dritte Untersuchungskommission unter dem Vorsitz von Sir Muir Russell kam nach sechsmonatiger Prüfung und Anhörung zahlreicher Zeugen schließlich auch zu dem Ergebnis, dass die gegen Jones und seine Kollegen erhobenen Vorwürfe der Datenmanipulation und Unterdrückung von Kritikern unberechtigt seien. Die Schlüsseldaten für die Reproduzierbarkeit ihrer Forschungsergebnisse seien jedem kompetenten Interessierten zugänglich gewesen, auch gebe es keinerlei Hinweise auf eine Untergrabung des Peer-Review-Prozesses. Bemängelt wurde nur ein unzulängliches Maß an Offenheit seitens der Forscher und eine unabsichtlich irreführende Beschriftung einer Grafik von 1999. Es gebe jedoch keinerlei Zweifel an der Aufrichtigkeit und Disziplin der Forscher. Auch Michael E. Mann wurde von einer Untersuchungskommission seiner Universität von allen Vorwürfen entlastet.
Wegen der zeitlichen Nähe der illegalen Aufdeckung von E-Mails und weiteren Forschungsdaten zur UN-Klimakonferenz in Kopenhagen wurde als Hintergrund des Hackerangriffs auch ein Sabotageversuch mit möglichen Auswirkungen auf die Konferenz angenommen. Unter Verweis auf den Vorfall wurde von Politikern wie Jim Inhofe versucht, aktuelle klimapolitische Gesetzesvorhaben, etwa zum Emissionsrechtehandel in den USA, endgültig zu torpedieren.
Republikanische Politiker wie Inhofe und Ken Cuccinelli unternahmen sogar Versuche, das Verhalten der Klimaforscher zu kriminalisieren. Cuccinelli, der eine juristische Untersuchung gegen den Klimaforscher Michael E. Mann anstrengen wollte, scheiterte im März 2012 vor dem Obersten Gerichtshof von Virginia mit dem Versuch, die University of Virginia zur Herausgabe von Manns früheren Unterlagen und Forschungsdaten zu zwingen. Wissenschaftliche Kreise reagierten mit massiver Kritik auf Inhofes und Cuccinellis Aktionen, die als Angriff auf die Freiheit der Wissenschaft gewertet wurden. Proteste kamen u. a. von mehreren wissenschaftlichen Spitzenorganisationen und sogar von Klimaskeptikern. Mehrfach wurden Parallelen zwischen Inhofes und Cuccinellis Vorgehen und der McCarthy-Ära gezogen. In einem Offenen Brief forderten 255 Wissenschaftler der National Academy of Sciences, darunter 11 Nobelpreisträger, ein Ende der Drangsalierung von Wissenschaftlern durch Politiker, die Ablenkungen suchten, um Klimaschutz zu verhindern.
Mehrere der betroffenen Wissenschaftler erhielten seit Beginn der Kontroverse eine Flut von Hass-Mails. Die Klimaforscher Michael Mann und Stephen Schneider berichteten von Gewalt- und Morddrohungen gegen sie selbst und Familienangehörige.

### Hearing vor dem Repräsentantenhaus der Vereinigten Staaten
Am 17. November 2010 wurde vom Committee on Science, Space and Technology (Repräsentantenhaus der Vereinigten Staaten) unter Vorsitz von Brian Baird ein knapp vierstündiges Hearing durchgeführt, in dem vor dem Hintergrund des Hackerzwischenfalls der aktuelle wissenschaftliche Stand diskutiert wurde. Beteiligte Wissenschaftler waren Ralph J. Cicerone, Heidi Cullen, Gerald A. Meehl, Benjamin D. Santer, Richard B. Alley, Richard A. Feely, David W. Titley, James Lopez, William Geer sowie (von Seiten der Republikaner eingeladen) Richard Lindzen, Patrick Michaels und Judith Curry.
Im Rahmen dieses Hearings wurde beispielsweise von Patrick Michaels argumentiert, dass es vor einigen tausend Jahren ganz ohne menschlichen Eingriff auf der Nordhalbkugel bereits deutlich wärmer war als heute, worauf Richard Alley darauf hinwies, dass dies damals einer stärkeren Neigung der Erdachse geschuldet war und heute als Erklärung nicht gelten kann. Santer ergänzte, dass die beobachtete Erwärmung durch seit kurzem verfügbare Satellitenmessdaten absolut zweifelsfrei auf den vom Menschen verstärkten Treibhauseffekt zurückgeführt werden kann. Patrick Michaels wies später auf die Unsicherheiten bei der Bestimmung des Erwärmungstrends und insbesondere auf Unsicherheiten bei der Bestimmung des kühlenden Effekts von Sulfataerosolen hin. Michaels verwies auf eine eigene Arbeit, die eine weit geringere Erwärmung ergab. Michaels’ Ausführungen wurden daraufhin von B. Santer scharf angegriffen, der auf mehrere schwere inhaltliche Fehler hinwies. Santer kritisierte insbesondere, dass Michaels lediglich den indirekt kühlenden Effekt von Sulfataerosolen erwähnte, den direkt kühlenden Effekt dagegen unterschlug. Ebenso kritisierte Santer, dass Michaels zwar einerseits auf die großen Unsicherheiten bei der Bewertung des kühlenden Effekts von Aerosolen verweist, in seiner eigenen Darstellung jedoch vollkommen auf Fehlerabschätzungen verzichtet. Eine Fehlerabschätzung sei ein elementarer Aspekt jedweder klimatologischen Analyse und ihr Weglassen ein schwerwiegender Fehler.

### Rolle desCommittee on Science, Space and Technology
Seit 2011 wird das Committee on Science, Space and Technology von den Republikanern geleitet. Sowohl der ehemalige Vorsitzende Ralph Hall (2011 bis 2013) als auch der jetzige Vorsitzende Lamar Smith (seit 2013) sind für ihre klimaskeptische Haltung bekannt.
Als Vorsitzender des Committee on Science, Space and Technology leitete Lamar Smith am 7. Mai 2013 eine Anhörung im Repräsentantenhaus der Vereinigten Staaten zur Frage der Erweiterung der Keystone-Pipeline. Als einziger Wissenschaftler wurde Paul C. Knappenberger gehört, der Mitglied des die menschengemachten Erderwärmung bestreitenden Cato Instituts ist. Das Komitee kam entsprechend zu dem Schluss, dass die Pipeline kaum einen Einfluss auf die Umwelt habe, Arbeitsplätze schaffe und die Energieversorgung sichere.
Am 20. Mai 2013 veröffentlichte Lamar Smith einen Op-Ed-Artikel in der Washington Post, in dem er sich gegen eine „überhitzte Rhetorik“ in der Klimadebatte aussprach, sowie gegen den von der Obama-Regierung veranlassten Aufschub des Ausbaus der Keystone Pipeline. Es gebe „große Unsicherheiten“ in den Klimawissenschaften. Es sei nicht bekannt, ob menschliche Kohlenstoffdioxid-Emissionen das Klima beeinflussen. Frühere wissenschaftliche Vorhersagen hätten die Erwärmung stark überschätzt. In den letzten 15 Jahren habe es keine weitere Erwärmung mehr gegeben. Die USA hätten sehr wenig zur weltweiten Konzentration an Treibhausgasen beigetragen, und selbst umfangreiche Reduktionen der Treibhausgasemissionen würden voraussichtlich keinen Effekt auf die Temperatur haben. Auch könnten extreme Wetterereignisse wie Überflutungen oder Wirbelstürme nicht auf den Klimawandel zurückgeführt werden. Das (infolge der von der Obama-Regierung vorgeschlagenen Emissionsrichtlinien) „virtuelle Verbot“ neuer Kohlekraftwerke würde Arbeitsstellen kosten und der Wirtschaft schaden. Diesen Aussagen wurde von verschiedener Seite deutlich widersprochen. Unter anderem veröffentlichte die Washington Post einen Op-Ed Artikel der renommierten Klimawissenschaftler Michael Oppenheimer und Kevin Trenberth (in Kooperation mit Julia Cole, Robert W. Corell, Jennifer Francis, Michael E. Mann, Jonathan Overpeck, Alan Robock, Richard C. J. Somerville und Benjamin Santer), die auf Smiths Argumente eingingen und diese als fehlerhaft darstellten.
Mitte Dezember 2013 leitete Smith ein Hearing zum Zusammenhang zwischen der globalen Erwärmung und Wetterereignissen. Geladen waren die klimaskeptischen Wissenschaftler John R. Christy und Roger A. Pielke junior, von Seiten der Demokraten der Risikoforscher David Titley. Das Komitee kam zu dem Schluss, dass es wenig Belege für den Zusammenhang zwischen Klimawandel und extremen Wetterereignissen gebe. Der Guardian kommentierte, dass es bei diesem Hearing (und auch einigen vorhergehenden) wohl weniger um die Unterrichtung der Kongressmitglieder über den Stand der Wissenschaft, sondern vielmehr um die Bestätigung vorgefasster Meinungen gegangen sei.

## Politische Kontroverse und mediale Rezeption
Da das Phänomen der globalen Erwärmung und die unterschiedlichen Anpassungsreaktionen darauf in vielerlei Hinsicht wirtschaftliche und soziale Interessen berühren, darüber hinaus aber auch Forschungs- und Bildungspolitik beeinflussen sowie Auswirkungen auf gesellschaftliche Normen sowie ethische und weltanschauliche Orientierung zeitigen können, ist die politische Auseinandersetzung darüber vielfältig und in vollem Gange. Besonders in den Medien wird sie häufig aufgegriffen.
Protagonisten der Kontroverse sind besonders Politiker, Lobbyisten und nichtstaatliche Organisationen. Klimaskeptische Wissenschaftler, Ökonomen und Politiker haben sich in eigenen Organisationen zusammengeschlossen; auf internationaler Ebene ist dies z. B. die International Climate Science Coalition. Die Positionen der Klimawandelleugnern werden überdies von einer Reihe politisch konservativer Think Tanks unterstützt und verbreitet. Klimaskeptische Think Tanks sind u. a. das American Enterprise Institute, das Competitive Enterprise Institute, die Heritage Foundation, die Hoover Institution, das Ayn Rand Institute, das Heartland Institute, das Cato Institute, das Fraser Institute, die Global Warming Policy Foundation und das George C. Marshall Institute.
Umstrittene Studien von Klimawandelleugnern haben mehrfach zu heftigen Kontroversen geführt. 2011 kam es zu einer Kontroverse aufgrund eines Artikels von Roy Spencer und William Braswell im Journal Remote Sensing. Darin zweifeln Spencer und Braswell die in aktuellen Klimamodellen ausgewiesenen Temperatursteigerungen an. Die Studie löste unter Fachleuten jedoch scharfe Kritik aus und führte zum Rücktritt des Chefredakteurs des Journals, Wolfgang Wagner. In einem Editorial anlässlich seines Rücktritts erklärte Wagner, dass das Peer-Review-Verfahren „grundlegende methodische Fehler und Falschbehauptungen“ ausfindig machen solle. Die Studie von Spencer und Braswell sei jedoch höchstwahrscheinlich in beiderlei Hinsicht problematisch und habe darum eigentlich nicht veröffentlicht werden dürfen. Zuvor hatten u. a. das Wirtschaftsmagazin Forbes und der konservative Nachrichtensender Fox News die Studie aufgegriffen und zum Anlass genommen, die aktuellen Klimamodelle in Zweifel zu ziehen.
Bereits 2003 war es zu einer ähnlichen Kontroverse gekommen, nachdem Willie Soon und Sallie Baliunas zwei nahezu identische Artikel im Fachjournal Climate Research und in der Zeitschrift Energy & Environment veröffentlicht hatten, in denen sie die aktuelle Erwärmung als unbedeutend einstuften im Vergleich zu anderen historischen Klimaveränderungen des letzten Jahrtausends. Nach scharfer fachlicher Kritik wegen methodischer Mängel der Studie distanzierten sich der Herausgeber der Fachzeitschrift, Otto Kinne, und der Chefredakteur, Hans von Storch, von dem veröffentlichten Artikel. Von Storch trat zudem von seinem Posten als Chefredakteur zurück. Trotzdem wurde die Studie von der damaligen US-Regierung unter George W. Bush als angeblicher Beweis für die Behauptung herangezogen, dass Klimaschutz unnötig sei. Einer der Urheber der umstrittenen Studie, Willie Soon, ist darüber hinaus in die Kritik geraten, weil er Forschungsgelder aus der Kohle- und Ölindustrie erhalten und in einem anderen Artikel die gesundheitlichen Folgen von Quecksilbervergiftungen verharmlost hat.

### Ergebnisse der Klimaforschung im politischen Verwertungsprozess
Politische Einflussnahme zu Verharmlosungszwecken ließ sich bei den Verhandlungen um den Vierten Sachstandsbericht des IPCC beobachten. Der Veröffentlichung der drei so genannten Zusammenfassungen für politische Entscheidungsträger ging jeweils eine mehrtägige Konferenz voraus, in der der Entwurf der am Bericht beteiligten Klimaforscher durch Vertreter von Regierungen abgesegnet werden musste. Laut Medienberichten haben sowohl beim Bericht der Arbeitsgruppe I über die physikalischen Grundlagen als auch beim Bericht der Arbeitsgruppe II über die Folgen des Klimawandels die Regierungen der USA, Russlands, Chinas und Saudi-Arabiens erfolgreich eine Verwässerung der ursprünglich vorgesehenen Schärfe und Eindeutigkeit des Berichts erwirkt. Die Washington Post benennt explizit einen auf Druck der USA und Chinas gestrichenen Absatz über die notwendige Reduktion der Treibhausgasemissionen als ein Beispiel für die direkte abschwächende Bearbeitung in der Zusammenfassung des jüngsten IPCC-Berichtes.
Dieses Verfahren kommt jedoch nur bei den Zusammenfassungen für politische Entscheidungsträger zur Anwendung. Auf die wissenschaftlichen Berichte des IPCC, die den Zusammenfassungen zugrunde liegen, haben die Regierungen keinen Einfluss. Die Vorgehensweise zur Erstellung der Berichte war jedoch auch bereits vor der Veröffentlichung der Zusammenfassung für Entscheidungsträger Gegenstand von Kritik, weil die Zusammenfassung für Entscheidungsträger vor dem eigentlichen wissenschaftlichen Bericht veröffentlicht worden ist, um den Inhalt des Berichtes an die Zusammenfassung anzupassen.

### Klimapolitische Sonderrolle der USA und Chinas
China und die USA sind mit Abstand die weltweit größten Emittenten von Kohlendioxid. Daher ist ihre Klimapolitik auch im globalen Maßstab von erstrangiger Bedeutung.
Als Beispiel für die Ausrichtung der amerikanischen Regierung in klimapolitischer Hinsicht erregte der Fall von James E. Hansen besonderes Aufsehen. Hansen ist Direktor des NASA-eigenen Goddard Institute for Space Studies und seit Jahrzehnten mit klimawissenschaftlichen Fragen beschäftigt. In den Jahren 2005 und 2006 sagte Hansen in Interviews mit der Washington Post und der New York Times, dass NASA-Beamte aus dem Bereich der Öffentlichkeitsarbeit versucht hätten, seine öffentlichen Stellungnahmen über die Ursachen der globalen Erwärmung zu beeinflussen. Der Konflikt wurde insbesondere an der Person Philip Cooneys festgemacht, mittlerweile Manager bei ExxonMobil, früher Angestellter des American Petroleum Institute und während der Regierung George W. Bush Vorgesetzter Hansens. Dort habe er aus zahlreichen Studien Hinweise auf den menschlichen Anteil am Klimawandel entfernt und verwässert.
Eine politische Beeinflussung wissenschaftlicher Studien durch Regierungsbeamte in den USA beschäftigte von 2006 bis 2007 unter anderem das United States House on Government Reform, eine Art ständiger Ausschuss des Repräsentantenhauses. In seinem Abschlussbericht vom Dezember 2007 beschreibt das Komitee eine fortwährende Einflussnahme der Regierung Bush auf die US-Klimaforschung. Die Schlussfolgerung daraus lautet:
„Die 16-monatige Untersuchung des Komitees enthüllt systematische Bemühungen des Weißen Hauses, Klimawissenschaftler zu zensieren, indem ihr Zugang zur Presse kontrolliert wurde und durch die Bearbeitung ihrer Aussagen gegenüber dem Kongress. Das Weiße Haus war besonders darum bemüht, Diskussionen über die Verbindung zwischen zunehmender Hurrikanintensität und der globalen Erwärmung zu ersticken. Das Weiße Haus versuchte auch die Bedeutung und die Sicherheit des Klimawandels zu minimieren, indem es ausführlich Regierungsberichte über den Klimawandel bearbeitete. Andere Tätigkeiten des Weißen Hauses beinhalteten das Editieren von Rechtsgutachten der EPA und op-eds über den Klimawandel“.
Neben der NASA sind auch noch andere US-Einrichtungen von vergleichbarer Einflussnahme betroffen gewesen, darunter die National Oceanic and Atmospheric Administration (NOAA), die Environmental Protection Agency (EPA), das Climate Change Science Program (CCSP) oder das US Geological Survey (USGS).
George W. Bush selber hatte das Bestehen eines wissenschaftlichen Konsenses zur globalen Erwärmung abgestritten.

### Ökonomische Gesichtspunkte

#### Klimapolitische Maßnahmen
Wirtschafts- und industriepolitische Konfliktaspekte ergeben sich unter anderem in der Auseinandersetzung um einen weiteren Ausbau der Atomkraft, so in Skandinavien und Frankreich, im Umgang mit der klassischen Montanindustrie oder in der Erschließung von Kohle und Erdölvorkommen in Deutschland, Kanada und Großbritannien wie auch bei technologischen Vorgaben für die unterschiedlich strukturierten Autoindustrien in den Ländern der Europäischen Union. Von einzelnen Ölunternehmen wie ExxonMobil wurden sogar gezielt Studien finanziert, die den anthropogenen Klimawandel in Frage stellten (→ Organisierte Skepsis).
Darüber hinaus wird unter anderem der Emissionsrechtehandel als möglicherweise wegweisendes wirtschaftspolitisches Steuerungsinstrument kontrovers diskutiert. Einzelfallregelungen und Ausnahmen für unterschiedliche Industriesektoren, Marktsegmente (etwa Hersteller von Kleinwagen gegenüber Luxusfahrzeugen und LKWs) und Länder sind Gegenstand von Interessenkonflikten und Einflussnahmen verschiedener Seiten. Aufgrund des Scheiterns der UN-Klimakonferenz in Kopenhagen 2009 werden zunehmend, auch von ursprünglich skeptischen Protagonisten wie Andreas Carlgren statt einer international bindenden Lösung regionale Politikansätze ins Spiel gebracht. Dazu gehören etwa Einfuhrzölle auf Produkte aus Ländern, die ihrer Industrie und Verbrauchern nur geringfügige Klimaregelungen auflegen.
Diskutiert wird auch der Übergang von kohlenstoffbasierten Wirtschaftszweigen zu neuen Industrien, die auf erneuerbaren Energien basieren. In Deutschland wurde Hermann Scheer als Präsident der Vereinigung Eurosolar, Träger des Alternativen Nobelpreises und Befürworter des Erneuerbare-Energien-Gesetzes bekannt. Der im Oktober 2010 verstorbene Scheer hielt das von ihm befürwortete, am Nationalstaat ausgerichtete Modell für deutlich erfolgversprechender als globale Lösungen im Rahmen des Emissionshandels.
Im Mai 2010 wurde von 14 Natur- und Geisteswissenschaftlern das Hartwell Paper veröffentlicht. Darin wird argumentiert, dass eine „erfolgreiche Entkarbonisierung nur als ein Nebengewinn zu erreichen ist, der bei der Verfolgung anderer, politisch attraktiver und kompromisslos pragmatischer Ziele mit abfällt.“ Dies beinhalte 1. Zugang zur Energie für alle, 2. umweltfreundliche Energie, 3. Umgang mit Klimafolgen. Oberstes Ziel sei „die Entwicklung einer CO2-freien Energieversorgung, und zwar zu Kosten, die auch ohne Subventionen unter den Kosten einer auf fossilen Brennstoffen basierenden Energieversorgung liegen.“

#### Kontroverse um die Verhaltensanpassung
Das IPCC spricht auch Maßnahmenempfehlungen aus. Das Verhältnis von Anpassungs- und Mitigationsmaßnahmen wird kontrovers diskutiert. Den Schlussfolgerungen des IPCC entgegen stehen Auffassungen von marktfundamentalistischen Organisationen wie der Hayek-Gesellschaft, wonach Mitigationsmaßnahmen unwirksam, unpraktikabel oder unverhältnismäßig teuer wären und stattdessen versucht werden solle, die Folgen der globalen Erwärmung durch Anpassung an die veränderten klimatischen Bedingungen aufzufangen. Dem wiederum wird entgegengehalten, dass belastbare Argumente für die Machbarkeit von Anpassungsmaßnahmen im globalen Kontext bei ungebremstem Klimawandel fehlten und der Verzicht auf das Vorsorgeprinzip verantwortungslos sei. Außerdem wird argumentiert, dass vorbeugender Klimaschutz und der damit verbundene Ausstieg aus der fossilen Energie auch unabhängig vom Klimawandel empfehlenswert sei, da dadurch z. B. Innovationen angestoßen und nachhaltige Raumordnungskonzepte gefördert würden und Bewegung in das Nord-Süd-Gefälle gebracht werde.
Dabei wird von Skeptikern auch anhand der als gering erachteten Auswirkungen des Kyoto-Protokolls die praktische Möglichkeit effizienter Klimaschutzmaßnahmen bezweifelt bzw. deren Sinn in Frage gestellt. So galt die Herstellung von Agrokraftstoffen auch aufgrund einer früheren Empfehlung des IPCC als eine wichtige Möglichkeit zur Verringerung des Treibhausgasausstoßes besonders im Verkehrssektor. Agrokraftstoffe sind aktuell Gegenstand der politischen Auseinandersetzung, und neben veränderten Ernährungsgewohnheiten in Schwellenländern sowie Finanzspekulation werden sie als eine Ursache der aktuellen Preissteigerungen von Nahrungsmitteln kritisiert.
Wissenschaftler, die dem Copenhagen Consensus nahestehen, halten die Bekämpfung von Hunger und Mangelernährung, auch durch Zugang zu moderner Agrartechnologie, den Wegfall von Exportbeschränkungen neben der Bekämpfung von Infektionskrankheiten für dringlicher als den Klimaschutz. An den Beratungen über den Copenhagen Consensus nahmen mehrere Nobelpreisträger für Wirtschaftswissenschaften teil. Kritisiert wurde der Copenhagen Consensus unter anderem, weil er hochkomplexe Vorgänge mit den vergleichsweise einfachen Mitteln der Kosten-Nutzen-Rechnung angeht, er sich nur wenig über dem ungefähren Niveau der gegenwärtigen Entwicklungshilfe bewegt und damit vor allen den Mangel verwalten helfen will und weil er eine Konkurrenz zwischen verschiedenen Hilfsmaßnahmen aufbaut, jedoch andere Kostenträger wie Militärausgaben oder Subventionen für fossile Energiesysteme ausspart.
Unter ökonomischen Gesichtspunkten werden die angenommenen Folgekosten in einer Barwertbetrachtung der globalen Erwärmung durch Kosten-Nutzen-Analyse mit den jetzigen Vermeidungskosten verglichen. Der ehemalige Chefökonom der Weltbank, Nicholas Stern, kommt dabei in dem nach ihm benannten Stern-Report zu dem Schluss, dass die Vermeidung von Emissionen die eindeutig günstigere Alternative ist. Unter anderem Ottmar Edenhofer stimmte dem Report zu und sprach zustimmend vom Klimawandel als moralischem und ökonomischen Problem. Von Kritikern wurde Sterns Methodik und seine Berechnung der Folgekosten in Frage gestellt, wobei ihm einige eine Über-, andere dagegen eine Untertreibung der Folgen des Klimawandels vorwarfen. Auch die Gewichtung von Vermeidungs- gegenüber Anpassungsstrategien wurde kontrovers diskutiert.

### Mediale Rezeption

#### Allgemeines
Der globalen Erwärmung wird in den Medien mittlerweile eine große Aufmerksamkeit geschenkt. Darüber hinaus wird das Thema auch in Zusammenhang mit politischen Kontroversen gebracht und ist somit nicht mehr vorrangig eines der wissenschaftlichen Diskussion. In journalistischen Darstellungen kommt es neben seriösen Bemühungen um eine dem Forschungsstand entsprechende Aufbereitung des Problemkomplexes oft zu Ungenauigkeiten, indem die den jeweiligen Modellrechnungen zugrundeliegenden Annahmen nur ungenügend berücksichtigt werden. Daraus ergeben sich Verzerrungen der Forschungsergebnisse in beide Richtungen: So sind einerseits aufmerksamkeitsheischende Übertreibungen zu finden, etwa wenn wiederholt vor einer unmittelbar bevorstehenden Klimakatastrophe gewarnt wird; und andererseits werden aus wirtschaftlichen und politischen Motiven unsachgemäße Verharmlosungen verbreitet.
Der Klimaforscher Christian-Dietrich Schönwiese kritisiert die Klimaskeptiker, hinter deren Versuchen, die anthropogenen Ursachen des Klimawandels zu widerlegen, hauptsächlich nichtwissenschaftliche Motivationen steckten wie Angst um den eigenen Lebensstandard oder Sorge um die Interessen der Wirtschaft.
Besonders nach dem Bekanntwerden von Fehlern im vierten IPCC-Bericht beklagen Wissenschaftler zunehmend, dass in den Medien auch übertriebene Kritik an der Klimaforschung verbreitet werde. In einzelnen Fällen wurden der Presse darüber hinaus klare Falschaussagen und Diffamierung von Wissenschaftlern vorgeworfen.
Durch falsche Ausgewogenheit, bei der Journalisten in ihren Arbeiten den Aussagen eines Klimaforschern die Aussagen eines Klimwandelleugners gegenüberstellten, kamen letztere verglichen mit ihrem wissenschaftlichen Standing in den Medien zudem weit überproportional zu Wort. Katherine Richardson, Meeresökologin an der Universität Kopenhagen, wies zudem darauf hin, dass Wissenschaftler wie sie selber massiven Angriffen in den Medien ausgesetzt seien.
In einem offenen Brief protestierten 277 führende niederländische Wissenschaftler Anfang 2010 gegen die Diskreditierung der Klimaforschung in der öffentlichen Debatte. So sei die Aufregung um Fehler im letzten IPCC-Bericht unverhältnismäßig, die Arbeitsweisen des IPCC seien „transparent und sorgfältig“.
In der Medienanalyse ist zu diesem Thema einerseits die These vertreten worden, dass medienimmanente Gesetzmäßigkeiten dazu führten, dass nach anfänglichem Katastrophenalarm wiederum Gegen-Positionen zur gängigen Meinung hervorgehoben würden. Andererseits ist auch auf die Bedeutung der politischen Ausrichtung der Medien auf die Berichterstattung hingewiesen worden. Als Beispiel wurde das Nachrichtenmagazin Der Spiegel angeführt, das bereits im Jahr 2004 mit einem redaktionsinternen Streit über die Berichterstattung zur Windenergie für Aufmerksamkeit gesorgt hatte und dessen ehemaliger Chefredakteur Stefan Aust nach Aussage von ehemaligen Kollegen den Warnungen vor dem Klimawandel sehr skeptisch gegenüberstand.
Kritik an der Berichterstattung des Spiegels zum Klimawandel äußerten 2010 unter anderen Claus Leggewie, Direktor des Kulturwissenschaftlichen Instituts Essen, und Hans Joachim Schellnhuber, Direktor des Potsdam-Instituts für Klimafolgenforschung, weil der Klimaforschung „Falschaussagen in der Substanz“ vorgeworfen würden.
Dem britischen Biologen Baron May of Oxford zufolge wäre eine Rückkehr zu religiösen Vorstellungen, einschließlich eines strafenden Gottes, nützlich, um den Klimawandel zu bewältigen und die notwendigen Maßnahmen in Kooperation umsetzen zu können. Ein Problem sieht May aber in der religiösen Rechten um George W. Bush, die für die Leugnung des menschengemachten Klimawandels mitverantwortlich sei. Auf der anderen Seite sieht die amerikanische Kulturhistorikerin Camille Paglia die heraufbeschworenen Gefahren der globalen Erwärmung vornehmlich als Ausdruck eines Hungers nach Gläubigkeit und Apokalypse, nachdem die gewöhnliche Kirche in eine richtungslose feel-good-Therapie verwandelt worden sei.
Jens Beckert, Direktor am Max-Planck-Institut für Gesellschaftsforschung, hob in einem Beitrag für Die Zeit vom 10. November 2022 hervor, dass die Klimakrise „seit mindestens 50 Jahren bekannt“ sei, ohne dass Maßnahmen gegen den Kurs auf eine erhebliche Klimaerwärmung getroffen worden seien. Innerhalb der Strukturen von Gesellschaften, die kapitalistisch, demokratisch und konsumistisch verfasst sind, hält Beckert die Klimakrise für unlösbar. Kapitalistische Märkte hätten keinen eingebauten Mechanismus zur Berücksichtigung ökologischer Schäden. Die Politik aber komme gegen die Macht der großen Energieunternehmen nicht an, selbst wenn sie das wollte. In Richtung Ökologie und Nachhaltigkeit verändertes Verbraucherverhalten bilde andererseits lediglich ein Randsegment, ebenso „grüne Finanzinvestitionen“. In einer individualisierten Kultur stoße politische Steuerung auch an kulturelle Grenzen. „Einem System, das auf Massenloyalität der Bevölkerung angewiesen ist, läuft die Zeit davon.“ Angesichts beschränkter Handlungsfähigkeit griffen auch Staaten – ähnlich wie Wirtschaftsunternehmen – zu Versprechungen, um Klimaschutz vorzutäuschen. Von den 187 Unterzeichnerstaaten des Pariser Klimaabkommens sei derzeit kein einziger auf dem Weg zur Einhaltung des 1,5-Grad-Ziels. Bei der Bevölkerung herrsche Verlustangst im Hinblick auf eine Absenkung des Lebensstandards. „Würden beispielsweise die Umweltkosten des Fleischkonsums eingepreist, müsste Rindfleisch pro Kilogramm fast 10 Euro teurer werden.“ Ähnliches gelte im Falle von klimabezogenen Importsteuern auf einfache Konsumgüter. „Beschränkung steht im Widerspruch zu einem ökonomischen System, das auf Konsum als Motor baut, und einem politischen System, das den Konsum der Bevölkerung als Steuergrundlage benötigt.“ Trotz moralischer Ressourcen in der Gesellschaft und positiv alternierender Zukunftsbilder als Motivationsquelle, trotz möglicher Weiterentwicklungen des Rechtssystems und der Option, Märkte für umweltgerechte Produkte zu fördern, hält es Beckert für Wunschdenken, dass „unsere Gesellschaften noch rechtzeitig aus ihrer Lage“ herausfinden.

#### Konflikte zwischen einzelnen Klimaforschern und den Medien
Der kanadische Klimaforscher Andrew Weaver verklagte die konservative Zeitung National Post, da diese mehrere „unkorrekte, irreführende und verzerrte“ Zeitungsartikel über ihn publiziert und trotz seiner Anfrage nicht von ihrer Website entfernt habe. Derartige Berichterstattung „vergifte“ die Klimadebatte. Leser der National Post hatten in Postings unter anderem vorgeschlagen, Weaver unter einen Bus zu werfen. Der Oberste Gerichtshof von British Columbia gab Weaver am 5. Februar 2015 recht. Er sprach Weaver Schadensersatz zu und verurteilte die National Post, die Artikel zurückzuziehen.
Der Tropenwald-Spezialist Simon Lewis von der University of Leeds reichte eine offizielle Beschwerde bei der Press Complaints Commission ein, dem britischen Pendant des Deutschen Presserats, nachdem angebliche Aussagen von ihm in einem Artikel der Sunday Times als Beleg für Fehler im IPCC-Bericht zitiert worden waren. Lewis erklärte, er habe zuvor deutlich gemacht, dass er die betreffende Passage im IPCC-Bericht ihrem Inhalt nach für wissenschaftlich vertretbar und korrekt halte. Nicht nur sei dies im Artikel der Sunday Times anders dargestellt worden. Auch sei ihm von der Zeitung später jegliche Möglichkeit zur Stellungnahme verweigert und ein von ihm verfasster Leserbrief einfach ignoriert worden. Die beanstandete Meldung der Sunday Times war unterdessen weltweit vielfach übernommen oder zitiert worden.
Im Jahr 2010/2011 kam es zu einem Konflikt zwischen dem Klimaforscher Stefan Rahmstorf vom Potsdam-Institut für Klimafolgenforschung (PIK) und der freien Journalistin Irene Meichsner. Diese hatte einen kritischen Artikel zum IPCC-Bericht veröffentlicht („Neue Fehler beim Klimarat: IPCC macht aus Nordafrika ganz Afrika“), der am 8. Februar 2010 im Kölner Stadt-Anzeiger und (in gekürzter Form) in der Frankfurter Rundschau erschien (inzwischen zurückgezogen). Stefan Rahmstorf hatte daraufhin in seinem Blog und in einem Brief an die Redaktion der Frankfurter Rundschau dazu Stellung bezogen, wobei er der Journalistin mangelnde Sorgfalt bei der Recherche vorwarf (unter anderem, sie habe vom Blogger Richard North und vom Journalisten Jonathan Leake der Sunday Times „kritiklos abgeschrieben“). Es kam infolge längerer Auseinandersetzungen zu einem Gerichtsverfahren, in dem Rahmstorf vom Landgericht Köln zur Unterlassung herabsetzender Äußerungen verurteilt wurde. Das PIK wiederum kritisierte in einer Stellungnahme die einseitige Berichterstattung in den Zeitschriften WPK-Quarterly und Spiegel Online. Rahmstorf sei ungerechtfertigterweise als „politischer Agitator“ diffamiert worden. Seine sachliche Kritik an dem Artikel, in dem „fälschlich dem Weltklimarat IPCC skandalöse Fehler vorgeworfen“ worden seien, sei „völlig berechtigt“, jedoch „überspitzt“ gewesen. Die Kontroverse sei im Zusammenhang zu sehen mit verschiedenen Vorwürfen internationaler Medien gegenüber dem IPCC-Bericht, denen Rahmstorf gemeinsam mit anderen Kollegen nachgegangen und zu dem Schluss gekommen sei, dass die meisten Vorwürfe auf Richard North und Jonathan Leake zurückzuführen waren. Bis auf einen Zitierfehler in Band 2 des 3.000 Seiten starken Berichts, wo eine falsche Jahreszahl zum Abschmelzen der Himalaya-Gletscher genannt wurde, hätten sich alle Vorwürfe als falsch herausgestellt. Das PIK bezieht sich dabei auf Ergebnisse von Untersuchungen der niederländischen Regierung und des InterAcademy Council.

## Psychologische Theorien und Forschungsergebnisse
Im Jahr 2009 veröffentlichte die Arbeitsgruppe „Psychology and Climate Change“ der American Psychological Association einen umfassenden Bericht zum Thema Psychologie und Klimawandel. Dabei wurde (anhand einer Übersicht über die Forschungsliteratur) der Forschungsstand zu sechs Fragestellungen zusammengefasst, unter anderem zum Verständnis der Risiken des Klimawandels sowie zu psychologischen und kontextuellen Gründen, warum Menschen nicht auf den vorhergesagten Klimawandel reagieren, diesen verleugnen oder den Ergebnissen skeptisch gegenüberstehen. Eine aktualisierte Zusammenfassung des Berichts wurde 2011 veröffentlicht.
Als mögliche Ursache für das Verleugnen der Gefahr wird beispielsweise die Terror-Management-Theorie zitiert. Demnach wird ein Problem verleugnet, wenn es an die eigene Sterblichkeit erinnert. Hierdurch würden die eigenen Anschauungen und der Selbstwert stabilisiert. So zeigte eine Studie, dass existenzielle Unsicherheiten über den Tod das Umweltbewusstsein beeinflussen, abhängig davon, ob jemand seinen Selbstwert aus Umweltaktivitäten bezieht oder nicht. Ist ersteres der Fall, steigt das Umweltbewusstsein. Bei Personen dagegen, die sich vorher nicht für Umweltschutz engagiert haben, sinkt das Umweltbewusstsein, wenn sie an die eigene Sterblichkeit erinnert werden.
Ein weiterer Grund, warum Menschen skeptisch auf die Prognosen des IPCC (2007) reagieren, wird darin gesehen, dass die Prognosen – entsprechend wissenschaftlicher Standards – Angaben zur statistischen Unsicherheit enthalten. Eine Studie zeigte, dass dies dazu führt, dass viele Individuen die Wahrscheinlichkeit des Klimawandels als niedriger einschätzen als vom IPCC beabsichtigt.
Eine weitere Rolle kann beispielsweise eine misstrauische Grundhaltung gegenüber Aussagen von Wissenschaftlern oder Politikern spielen.
Eine große Studie von Psychologen der Columbia University zeigte, dass Menschen sich in ihrer Einstellung zum Klimawandel durch irrelevante, aber leicht zugängliche Informationen, wie etwa die Tagestemperatur, beeinflussen lassen. Sie erklären dies anhand der Theorie der Attribut-Substitution (engl. attribute substitution) von Daniel Kahneman. Demnach tritt das Phänomen der Attribut-Substitution auf, wenn das einzuschätzende Objekt (z. B. Klimawandel) relativ unzugänglich oder komplex, ein semantisch und assoziativ ähnliches Objekt (z. B. aktuelles Wetter) dagegen leicht zugänglich ist. Auch eine aktuelle US-amerikanische Studie kam zu dem Ergebnis, dass die politische Einstellung zum Klimawandel durch die Ortstemperatur in der jeweils vergangenen Woche beeinflusst ist. Gemäß einer französischen Studie beeinflusste der Zustand der Zimmerpflanzen die Meinung der Studienteilnehmer über die globale Erwärmung.
Der Sozialpsychologe Harald Welzer warnt vor einer Unterschätzung der realen Gefahren des Klimawandels im Bewusstsein der Allgemeinheit. Welzer bezieht sich dabei auf das Phänomen der shifting baselines, das Menschen auch dramatische Änderungen ihres eigenen Lebensraumes nicht wahrnehmen lässt, da Veränderungen vom eigenen Beobachterstandpunkt aus wahrgenommen werden, der durch die eigene Lebens- und Erfahrungszeit begrenzt ist. Nach Andreas Ernst, Professor für Umweltpsychologie an der Universität Kassel, zählen „Überoptimismus und Kontrollillusion vermutlich zu den wichtigen psychohygienischen Ausstattungsmerkmalen psychisch Gesunder“. Er nennt den psychologischen Selbstschutz (→ s. Abwehrmechanismus) dafür verantwortlich, Sachverhalte automatisch einfacher betrachten zu „wollen“ in dem Maße, wie sie sich als komplizierter darstellen.
Eine australische Forschergruppe untersuchte Möglichkeiten, „Verleugner“ der Globalen Erwärmung zu umweltschützenden Aktivitäten zu bewegen. Zwei Studien ergaben, dass die Annahme möglicher positiver gesellschaftlicher Folgen bestimmter umweltschützender Handlungen (z. B. dass die Reduktion der CO2-Emissionen die Wirtschaft fördert) einen größeren Einfluss auf die Absichten der „Verleugner“ hatte als der Fokus auf Fakten und Risiken des Klimawandels. Die Forscher empfahlen daher, die öffentliche Diskussion eher auf günstige sozial-gesellschaftliche Folgen des Klimaschutzes zu lenken: etwa wie Klimaschutz den wissenschaftlichen und wirtschaftlichen Fortschritt sowie soziale Werte (z. B. zwischenmenschliche Wärme, Kompetenz, Moral) fördern kann.
Psychologische Forschung hat sich auch mit der Rolle des Generationenkonflikts beschäftigt. Dieser besteht darin, dass sich die Jüngeren zu wenig gehört fühlen in ihren Sorgen um die globale Erwärmung. Sie sind beispielsweise unterrepräsentiert in den nationalen Parlamenten, gleichzeitig werden die Konsequenzen weiterer Erwärmung vor allem sie und ihre Kinder betreffen. Da sich jüngere Menschen häufig durch das Nichtstun der älteren Generation in Bezug auf den Klimawandel als Opfer fühlen, könnten ermächtigende Botschaften von der älteren Generation die Versöhnung zwischen den beiden Gruppen fördern. Ein Beispiel für eine ermächtigende Botschaft wäre: „Wir müssen von der jungen Generation lernen und ihre Stimme hören. Ihr habt bereits so viel erreicht im Kampf gegen den Klimawandel und verdient Anerkennung und Einfluss, um die Zukunft aktiv mitzugestalten.“ Empirische Forschung zeigt, dass diese Art von Ermächtigung tatsächlich die Bereitschaft zur Versöhnung, nicht aber die Bereitschaft zu mehr Engagement für den Klimaschutz bei der jüngeren Generation erhöht.

### „Klimaskeptiker“
- Václav Klaus: Klima-Wahrheiten
- NOVO-Magazin: Klimakatastrophenzweifel – eine Einführung
- Alvo von Alvensleben: Kohlendioxid und Klima (Stand: 2002); siehe auch die Entgegnung darauf
- Fritz Vahrenholt: Die kalte Sonne; siehe auch die Entgegnung darauf

### Kritische Stellungnahmen zur „Klimaskepsis“
- Basisfakten zum Klimawandel, Kompaktinformationen aus der Klimaforschung, Deutsches Klima-Konsortium
- Umweltbundesamt: Und sie erwärmt sich doch – Was steckt hinter der Debatte um den Klimawandel? April 2013 (PDF, abgerufen am 21. Mai 2013; 3,4 MB).
- Umweltbundesamt: Skeptiker fragen, Wissenschaftler antworten: Häufig vorgebrachte Argumente gegen den anthropogenen Klimawandel (Stand: 2010)
- Homepage von Stefan Rahmstorf (Potsdam-Institut für Klimafolgenforschung) mit verschiedenen Beiträgen, u. a.
  - Die Klimaskeptiker (2004) (PDF; 126 kB)
  - Alles nur Klimahysterie? Wie „Klimaskeptiker“ die Öffentlichkeit verschaukeln und wirksame Klimaschutzmaßnahmen verhindern (2007)
- Hamburger Bildungsserver: Nachweis einer anthropogenen Klimaänderung. Abgerufen am 21. Mai 2013.
- klimafakten.de Auseinandersetzung mit Kritikern des Klimawandels
- skepticalscience.com, Skeptical Science, mehrsprachige Klarstellung klimaskeptischer Argumente
- ExxonSecrets.org über die Verflechtungen von Industrie und Politik (Greenpeace USA) (englisch)
- Wie Leugner den Klimaschutz ausbremsen, Deutschlandfunk: Wissenschaft im Brennpunkt
- Anita Blasberg, Kerstin Kohlenberg: Die Klimakrieger. Zeit Online, 28. November 2012 (Ausführlicher Artikel über die Geschichte der Klimadebatte; abgerufen am 14. Januar 2013).
- Johan von Mirbach: Die geheimen Machenschaften der Ölindustrie – Wie Konzerne den Klimawandel vertuschen (43:40 Min.). WDR Fernsehen, 8. November 2017.